# Liga Națională de handbal feminin 2022-2023
Liga Națională de handbal feminin 2022-2023, denumită din motive de sponsorizare Liga Florilor MOL, a fost a 65-a ediție a primului eșalon valoric al campionatului național de handbal feminin românesc, respectiv a 26-a ediție în sistemul Ligii Naționale. Competiția a fost organizată de Federația Română de Handbal (FRH).
Precum în sezonul anterior, ediția 2022-2023 a Ligii Naționale s-a desfășurat cu 14 echipe. La încheierea competiției, echipele clasate pe locurile 13–14 au retrogradat direct, în timp ce echipele clasate pe locurile 11–12 au disputat meciuri de baraj pentru menținerea în Liga Națională.

## Parteneri oficiali
Partenerii oficiali ai FRH pentru ediția 2022-2023 a Ligii Naționale au fost:
- BRD - Groupe Société Générale
- Niro Investment Group
- Ministerul Tineretului și Sportului
- Ministerul Educației și Cercetării
- Comitetul Olimpic și Sportiv Român

## Televizări
Spre deosebire de edițiile anterioare, partidele ediției 2022-2023 au fost televizate de canalele PRO TV și PRO Arena, care au oferit suma de 500.000 de euro pentru dreptul de transmitere a câte două meciuri pe weekend, în urma licitației organizate de Federația Română de Handbal. Contractul a fost semnat pentru o perioadă de patru ani.

## Echipe participante
În afara echipelor care s-au clasat pe primele 10 poziții la sfârșitul ediției 2021-2022 și care și-au păstrat astfel locul în Liga Națională, la turneu au luat parte și echipele câștigătoare ale celor două serii din Divizia A: 
1. CSM Galați
2. CSM Târgu Jiu

Alte două echipe, CSM Slatina și CS Dacia Mioveni 2012, au fost decise în urma unui turneu de promovare. Astfel, echipele care au participat în sezonul competițional 2022-2023 al Ligii Naționale de handbal feminin sunt:
| - CS Rapid București - CSM București - SCM Râmnicu Vâlcea - CS Măgura Cisnădie - SCM Gloria Buzău - CS Minaur Baia Mare - CS Gloria Bistrița | - HC Dunărea Brăila - HC Zalău - SCM Craiova - CSM Slatina - CS Dacia Mioveni 2012 - CSM Galați - CSM Târgu Jiu |

## Clasament
|  | Echipe care au participat la barajul de promovare |
|  | Echipe retrogradate în Divizia A                  |

Actualizat pe 28 mai 2023;
| Poz. | Echipa                  | J  | V  | E | Î  | GM  | GP  | G     | P  |
| ---- | ----------------------- | -- | -- | - | -- | --- | --- | ----- | -- |
| 1    | CSM București           | 26 | 25 | 1 | 0  | 844 | 658 | + 186 | 76 |
| 2    | CS Rapid București      | 26 | 22 | 1 | 3  | 852 | 699 | + 153 | 67 |
| 3    | CS Gloria 2018 Bistrița | 26 | 20 | 1 | 5  | 825 | 701 | + 124 | 61 |
| 4    | HC Dunărea Brăila       | 26 | 17 | 1 | 8  | 733 | 657 | + 76  | 52 |
| 5    | SCM Gloria Buzău        | 26 | 17 | 1 | 8  | 728 | 683 | + 45  | 52 |
| 6    | SCM Râmnicu Vâlcea      | 26 | 14 | 4 | 8  | 799 | 745 | + 54  | 46 |
| 7    | SCM Craiova             | 26 | 11 | 1 | 14 | 719 | 760 | – 41  | 34 |
| 8    | CS Minaur Baia Mare     | 26 | 10 | 2 | 14 | 699 | 738 | – 39  | 32 |
| 9    | CS Măgura Cisnădie      | 26 | 10 | 2 | 14 | 727 | 747 | – 20  | 32 |
| 10   | CSM Târgu Jiu           | 26 | 8  | 2 | 16 | 642 | 698 | – 56  | 26 |
| 11   | HC Zalău                | 26 | 7  | 2 | 17 | 637 | 706 | – 69  | 23 |
| 12   | CS Dacia Mioveni 2012   | 26 | 6  | 1 | 19 | 658 | 733 | – 75  | 19 |
| ▼13  | CSM Slatina             | 26 | 5  | 0 | 21 | 583 | 709 | – 126 | 15 |
| ▼14  | CSM Galați              | 26 | 0  | 1 | 25 | 601 | 813 | – 212 | 1  |

## Rezultate în tur
Programul turului campionatului a fost anunțat pe 10 iunie 2022.

### Etapa I
| 27 august 2022 13:00 | SCM Râmnicu Vâlcea | 36 – 26 | CSM Galați | Sala Sporturilor „Traian”, Râmnicu Vâlcea Arbitri: Constantin, Enache |
| 27 august 2022 13:00 | Glibko 7           | (17–14) | Andrița 9  | Sala Sporturilor „Traian”, Râmnicu Vâlcea Arbitri: Constantin, Enache |
| 27 august 2022 13:00 | 4× 2×              | Cronica | 5× 3×      | Sala Sporturilor „Traian”, Râmnicu Vâlcea Arbitri: Constantin, Enache |

| 27 august 2022 PRO•ARENA17:30 | SCM Craiova     | 31 – 24 | CS Minaur Baia Mare | Sala Polivalentă, Craiova Asistență: 1200 Arbitri: Cazan, Suliman |
| 27 august 2022 PRO•ARENA17:30 | Krpež Šlezak 16 | (16–15) | Cazanga 5           | Sala Polivalentă, Craiova Asistență: 1200 Arbitri: Cazan, Suliman |
| 27 august 2022 PRO•ARENA17:30 | 3× 1×           | Cronica | 4× 1×               | Sala Polivalentă, Craiova Asistență: 1200 Arbitri: Cazan, Suliman |

| 28 august 2022 11:00 | HC Zalău | 26 – 30 | CS Gloria 2018 Bistrița | Sala Sporturilor „Gheorghe Tadici”, Zalău Arbitri: Badiu, Barbu |
| 28 august 2022 11:00 | Mihart 8 | (12–14) | Araújo Frossard 8       | Sala Sporturilor „Gheorghe Tadici”, Zalău Arbitri: Badiu, Barbu |
| 28 august 2022 11:00 | 5× 2×    | Cronica | 10× 1× 2×               | Sala Sporturilor „Gheorghe Tadici”, Zalău Arbitri: Badiu, Barbu |

| 28 august 2022 12:00 | CSM Târgu Jiu | 27 – 25 | CS Dacia Mioveni 2012 | Sala Sporturilor, Târgu Jiu Arbitri: Constantin, Gál |
| 28 august 2022 12:00 | Pavlović 7    | (10–13) | Lazăr 5               | Sala Sporturilor, Târgu Jiu Arbitri: Constantin, Gál |
| 28 august 2022 12:00 | 1× 1×         | Cronica | 4× 2×                 | Sala Sporturilor, Târgu Jiu Arbitri: Constantin, Gál |

| 28 august 2022 PRO•ARENA17:30 | CS Rapid București  | 31 – 31 | CSM București | Sala Polivalentă „Rapid”, București Asistență: 1.500 Arbitri: Șerbu, Vasilescu |
| 28 august 2022 PRO•ARENA17:30 | Korsós, Lacrabère 5 | (18–15) | C. Neagu 9    | Sala Polivalentă „Rapid”, București Asistență: 1.500 Arbitri: Șerbu, Vasilescu |
| 28 august 2022 PRO•ARENA17:30 | 1× 1×               | Cronica | 7× 2×         | Sala Polivalentă „Rapid”, București Asistență: 1.500 Arbitri: Șerbu, Vasilescu |

| 28 august 2022 18:00 | CS Măgura Cisnădie | 31 – 31 | HC Dunărea Brăila | Sala Polivalentă „Măgura”, Cisnădie Arbitri: Lungu, Paraschiv |
| 28 august 2022 18:00 | Abed Kader 9       | (17–15) | Lavko 7           | Sala Polivalentă „Măgura”, Cisnădie Arbitri: Lungu, Paraschiv |
| 28 august 2022 18:00 | 7×                 | Cronica | 6×                | Sala Polivalentă „Măgura”, Cisnădie Arbitri: Lungu, Paraschiv |

| 28 august 2022 18:00 | SCM Gloria Buzău | 28 – 19 | CSM Slatina  | Sala Sporturilor „Romeo Iamandi”, Buzău Arbitri: Mârza, Nedelea |
| 28 august 2022 18:00 | Iuganu 6         | (12–10) | Lixăndroiu 5 | Sala Sporturilor „Romeo Iamandi”, Buzău Arbitri: Mârza, Nedelea |
| 28 august 2022 18:00 | 5×               | Cronica | 3× 2×        | Sala Sporturilor „Romeo Iamandi”, Buzău Arbitri: Mârza, Nedelea |

### Etapa a II-a
| 31 august 2022 17:00 | CSM București | 34 – 28 | CSM Târgu Jiu | Sala Polivalentă, București Arbitri: Dumitru, Ionescu |
| 31 august 2022 17:00 | Dindiligan 6  | (17–8)  | Pavlović 9    | Sala Polivalentă, București Arbitri: Dumitru, Ionescu |
| 31 august 2022 17:00 | 3× 1×         | Cronica | 3× 3×         | Sala Polivalentă, București Arbitri: Dumitru, Ionescu |

| 31 august 2022 PRO•ARENA17:30 | SCM Gloria Buzău | 36 – 29 | CS Rapid București | Sala Sporturilor „Romeo Iamandi”, Buzău Asistență: 2.000 Arbitri: Cazan, Suliman |
| 31 august 2022 PRO•ARENA17:30 | Harabagiu 8      | (18–14) | Grozav 7           | Sala Sporturilor „Romeo Iamandi”, Buzău Asistență: 2.000 Arbitri: Cazan, Suliman |
| 31 august 2022 PRO•ARENA17:30 | 6× 1×            | Cronica | 4×                 | Sala Sporturilor „Romeo Iamandi”, Buzău Asistență: 2.000 Arbitri: Cazan, Suliman |

| 1 septembrie 2022 13:00 | CSM Galați | 22 – 29 | SCM Craiova    | Sala Sporturilor „Dunărea”, Galați Arbitri: Ciutacu, Stamatoiu |
| 1 septembrie 2022 13:00 | Andrița 7  | (11–13) | Krpež Šlezak 8 | Sala Sporturilor „Dunărea”, Galați Arbitri: Ciutacu, Stamatoiu |
| 1 septembrie 2022 13:00 | 3× 1×      | Cronica | 4× 2×          | Sala Sporturilor „Dunărea”, Galați Arbitri: Ciutacu, Stamatoiu |

| 1 septembrie 2022 17:00 | CS Gloria 2018 Bistrița | 34 – 34 | SCM Râmnicu Vâlcea | Sala Polivalentă „Unirea”, Bistrița Arbitri: Mârza, Nedelea |
| 1 septembrie 2022 17:00 | Araújo Frossard 8       | (17–20) | Elghaoui 10        | Sala Polivalentă „Unirea”, Bistrița Arbitri: Mârza, Nedelea |
| 1 septembrie 2022 17:00 | 4×                      | Cronica | 6×                 | Sala Polivalentă „Unirea”, Bistrița Arbitri: Mârza, Nedelea |

| 1 septembrie 2022 PRO•ARENA17:30 | HC Dunărea Brăila | 26 – 22 | HC Zalău          | Sala Polivalentă „Danubius”, Brăila Arbitri: Pârvu, Potîrniche |
| 1 septembrie 2022 PRO•ARENA17:30 | Da Rocha 7        | (13–12) | Berbece, Stamin 5 | Sala Polivalentă „Danubius”, Brăila Arbitri: Pârvu, Potîrniche |
| 1 septembrie 2022 PRO•ARENA17:30 | 4× 1×             | Cronica | 6× 1×             | Sala Polivalentă „Danubius”, Brăila Arbitri: Pârvu, Potîrniche |

| 1 septembrie 2022 18:00 | CS Dacia Mioveni 2012 | 17 – 21 | CS Măgura Cisnădie | Sala Sporturilor, Mioveni Arbitri: Murariu, Tăbăcariu |
| 1 septembrie 2022 18:00 | Krsnik 4              | (8–9)   | Gareaeva 9         | Sala Sporturilor, Mioveni Arbitri: Murariu, Tăbăcariu |
| 1 septembrie 2022 18:00 | 5× 1×                 | Cronica | 7×                 | Sala Sporturilor, Mioveni Arbitri: Murariu, Tăbăcariu |

| 1 septembrie 2022 18:00 | CSM Slatina  | 22 – 24 | CS Minaur Baia Mare | Sala LPS, Slatina Asistență: 500 Arbitri: Agliceriu, Turdean |
| 1 septembrie 2022 18:00 | Lixăndroiu 6 | (7–11)  | L. Popescu 4        | Sala LPS, Slatina Asistență: 500 Arbitri: Agliceriu, Turdean |
| 1 septembrie 2022 18:00 | 6× 2×        | Cronica | 2× 1×               | Sala LPS, Slatina Asistență: 500 Arbitri: Agliceriu, Turdean |

### Etapa a III-a
| 3 septembrie 2022 PRO•ARENA17:30 | CS Măgura Cisnădie | 25 – 34 | CSM București | Sala Polivalentă „Măgura”, Cisnădie Arbitri: Basso, Tofan |
| 3 septembrie 2022 PRO•ARENA17:30 | M. Neagu 7         | (16–17) | Omoregie 8    | Sala Polivalentă „Măgura”, Cisnădie Arbitri: Basso, Tofan |
| 3 septembrie 2022 PRO•ARENA17:30 | 1× 1×              | Cronica | 6× 1× 1×      | Sala Polivalentă „Măgura”, Cisnădie Arbitri: Basso, Tofan |

| 4 septembrie 2022 11:00 | HC Zalău  | 29 – 27 | CS Dacia Mioveni 2012 | Sala Sporturilor „Gheorghe Tadici”, Zalău Arbitri: Drăghici, Drăguț |
| 4 septembrie 2022 11:00 | Mihart 12 | (17–15) | Constantinescu 5      | Sala Sporturilor „Gheorghe Tadici”, Zalău Arbitri: Drăghici, Drăguț |
| 4 septembrie 2022 11:00 | 2× 2× 1×  | Cronica | 4× 2×                 | Sala Sporturilor „Gheorghe Tadici”, Zalău Arbitri: Drăghici, Drăguț |

| 4 septembrie 2022 12:00 | CSM Târgu Jiu | 26 – 28 | SCM Gloria Buzău   | Sala Sporturilor, Târgu Jiu Arbitri: Gurbina, Stanciu |
| 4 septembrie 2022 12:00 | Pavlović 5    | (14–14) | Harabagiu, Ilina 5 | Sala Sporturilor, Târgu Jiu Arbitri: Gurbina, Stanciu |
| 4 septembrie 2022 12:00 | 5× 2×         | Cronica | 6× 1×              | Sala Sporturilor, Târgu Jiu Arbitri: Gurbina, Stanciu |

| 4 septembrie 2022 12:30 | CS Rapid București | 26 – 22 | CSM Slatina          | Sala Polivalentă „Rapid”, București Arbitri: Constantin, Enache |
| 4 septembrie 2022 12:30 | Buceschi 12        | (14–13) | Lixăndroiu, Necula 5 | Sala Polivalentă „Rapid”, București Arbitri: Constantin, Enache |
| 4 septembrie 2022 12:30 | 5× 1×              | Cronica | 5× 1×                | Sala Polivalentă „Rapid”, București Arbitri: Constantin, Enache |

| 4 septembrie 2022 15:00 | CS Minaur Baia Mare | 32 – 22 | CSM Galați | Sala Sporturilor „Lascăr Pană”, Baia Mare Asistență: 600 Arbitri: Lungu, Paraschiv |
| 4 septembrie 2022 15:00 | Cazanga 8           | (17–14) | Andrița 6  | Sala Sporturilor „Lascăr Pană”, Baia Mare Asistență: 600 Arbitri: Lungu, Paraschiv |
| 4 septembrie 2022 15:00 | 2× 1×               | Cronica | 4× 1×      | Sala Sporturilor „Lascăr Pană”, Baia Mare Asistență: 600 Arbitri: Lungu, Paraschiv |

| 4 septembrie 2022 PRO•ARENA17:30 | SCM Râmnicu Vâlcea | 35 – 27 | HC Dunărea Brăila  | Sala Sporturilor „Traian”, Râmnicu Vâlcea Arbitri: Cazan, Suliman |
| 4 septembrie 2022 PRO•ARENA17:30 | Glibko 11          | (16–15) | Araújo, Quintino 5 | Sala Sporturilor „Traian”, Râmnicu Vâlcea Arbitri: Cazan, Suliman |
| 4 septembrie 2022 PRO•ARENA17:30 | 5× 1×              | Cronica | 4× 1×              | Sala Sporturilor „Traian”, Râmnicu Vâlcea Arbitri: Cazan, Suliman |

| 4 septembrie 2022 Facebook SCM Craiova18:00 | SCM Craiova    | 27 – 28 | CS Gloria 2018 Bistrița | Sala Polivalentă, Craiova Arbitri: Șerbu, Vasilescu |
| 4 septembrie 2022 Facebook SCM Craiova18:00 | Krpež Šlezak 9 | (14–15) | Zulić 6                 | Sala Polivalentă, Craiova Arbitri: Șerbu, Vasilescu |
| 4 septembrie 2022 Facebook SCM Craiova18:00 | 3×             | Cronica | 4× 2× 1×                | Sala Polivalentă, Craiova Arbitri: Șerbu, Vasilescu |

### Etapa a IV-a
| 7 septembrie 2022 PRO•ARENA16:55 | CSM București | 38 – 22 | HC Zalău        | Sala Polivalentă, București Arbitri: Georgescu, Moldoveanu |
| 7 septembrie 2022 PRO•ARENA16:55 | C. Neagu 7    | (20–12) | Lazić, Prikop 4 | Sala Polivalentă, București Arbitri: Georgescu, Moldoveanu |
| 7 septembrie 2022 PRO•ARENA16:55 | 5×            | Cronica | 7×              | Sala Polivalentă, București Arbitri: Georgescu, Moldoveanu |

| 7 septembrie 2022 YouTube Rapid18:30 | CS Rapid București | 28 – 25 | CSM Târgu Jiu | Sala Polivalentă „Rapid”, București Arbitri: Agliceriu, Turdean |
| 7 septembrie 2022 YouTube Rapid18:30 | Buceschi 7         | (12–11) | Pavlović 7    | Sala Polivalentă „Rapid”, București Arbitri: Agliceriu, Turdean |
| 7 septembrie 2022 YouTube Rapid18:30 | 5× 2×              | Cronica | 1× 2×         | Sala Polivalentă „Rapid”, București Arbitri: Agliceriu, Turdean |

| 10 septembrie 2022 18:00 | CS Dacia Mioveni 2012 | 33 – 36 | SCM Râmnicu Vâlcea    | Sala Sporturilor, Mioveni Arbitri: Constantin, Gál |
| 10 septembrie 2022 18:00 | Constantinescu 11     | (14–20) | Elghaoui, Kovačević 8 | Sala Sporturilor, Mioveni Arbitri: Constantin, Gál |
| 10 septembrie 2022 18:00 | 5× 2×                 | Cronica | 2× 2×                 | Sala Sporturilor, Mioveni Arbitri: Constantin, Gál |

| 11 septembrie 2022 11:00 | CSM Slatina | 24 – 18 | CSM Galați | Sala LPS, Slatina Arbitri: Mârza, Nedelea |
| 11 septembrie 2022 11:00 | Vasiliu 5   | (12–11) | Andrița 7  | Sala LPS, Slatina Arbitri: Mârza, Nedelea |
| 11 septembrie 2022 11:00 | 5× 2×       | Cronica | 3×         | Sala LPS, Slatina Arbitri: Mârza, Nedelea |

| 11 septembrie 2022 PRO•ARENA15:45 | HC Dunărea Brăila | 30 – 21 | SCM Craiova     | Sala Polivalentă „Danubius”, Brăila Arbitri: Lungu, Paraschiv |
| 11 septembrie 2022 PRO•ARENA15:45 | Araújo, Severin 5 | (15–6)  | Krpež Šlezak 10 | Sala Polivalentă „Danubius”, Brăila Arbitri: Lungu, Paraschiv |
| 11 septembrie 2022 PRO•ARENA15:45 | 4× 1×             | Cronica | 2× 1×           | Sala Polivalentă „Danubius”, Brăila Arbitri: Lungu, Paraschiv |

| 11 septembrie 2022 Facebook Gloria 201817:00 | CS Gloria 2018 Bistrița  | 30 – 23 | CS Minaur Baia Mare | Sala Polivalentă „Unirea”, Bistrița Asistență: 1000 Arbitri: Badiu, Barbu |
| 11 septembrie 2022 Facebook Gloria 201817:00 | Araújo Frossard, Zulić 6 | (13–11) | Tănasie 6           | Sala Polivalentă „Unirea”, Bistrița Asistență: 1000 Arbitri: Badiu, Barbu |
| 11 septembrie 2022 Facebook Gloria 201817:00 | 4× 1× 1×                 | Cronica | 4× 1×               | Sala Polivalentă „Unirea”, Bistrița Asistență: 1000 Arbitri: Badiu, Barbu |

| 11 septembrie 2022 18:00 | SCM Gloria Buzău | 26 – 23 | CS Măgura Cisnădie        | Sala Sporturilor „Romeo Iamandi”, Buzău Arbitri: Ghiță, Topliceanu |
| 11 septembrie 2022 18:00 | Iuganu 5         | (14–13) | Gjeorgjievska, M. Neagu 6 | Sala Sporturilor „Romeo Iamandi”, Buzău Arbitri: Ghiță, Topliceanu |
| 11 septembrie 2022 18:00 | 7×               | Cronica | 7× 1×                     | Sala Sporturilor „Romeo Iamandi”, Buzău Arbitri: Ghiță, Topliceanu |

### Etapa a V-a
| 21 septembrie 2022 YouTube HC Dunărea17:00 | CS Minaur Baia Mare            | 27 – 25 | HC Dunărea Brăila | Sala Sporturilor „Lascăr Pană”, Baia Mare Asistență: 1000 Arbitri: Iliescu, Manea |
| 21 septembrie 2022 YouTube HC Dunărea17:00 | Cazanga, L. Popescu, Tănasie 5 | (17–13) | Liščević 8        | Sala Sporturilor „Lascăr Pană”, Baia Mare Asistență: 1000 Arbitri: Iliescu, Manea |
| 21 septembrie 2022 YouTube HC Dunărea17:00 | 3× 2×                          | Cronica | 2× 2×             | Sala Sporturilor „Lascăr Pană”, Baia Mare Asistență: 1000 Arbitri: Iliescu, Manea |

| 21 septembrie 2022 PRO•ARENA17:30 | CS Măgura Cisnădie | 25 – 34 | CS Rapid București | Sala Polivalentă „Măgura”, Cisnădie Arbitri: Gorina, Melencu |
| 21 septembrie 2022 PRO•ARENA17:30 | Abed Kader 7       | (11–16) | Grozav 7           | Sala Polivalentă „Măgura”, Cisnădie Arbitri: Gorina, Melencu |
| 21 septembrie 2022 PRO•ARENA17:30 | 1× 3× 1×           | Cronica | 5× 2×              | Sala Polivalentă „Măgura”, Cisnădie Arbitri: Gorina, Melencu |

| 22 septembrie 2022 PRO•ARENA17:30 | SCM Râmnicu Vâlcea | 30 – 34 | CSM București       | Sala Sporturilor „Traian”, Râmnicu Vâlcea Arbitri: Pârvu, Potîrniche |
| 22 septembrie 2022 PRO•ARENA17:30 | Elghaoui 6         | (14–20) | Dembélé-Pavlović 10 | Sala Sporturilor „Traian”, Râmnicu Vâlcea Arbitri: Pârvu, Potîrniche |
| 22 septembrie 2022 PRO•ARENA17:30 | 3×                 | Cronica | 6× 1×               | Sala Sporturilor „Traian”, Râmnicu Vâlcea Arbitri: Pârvu, Potîrniche |

| 25 septembrie 2022 Facebook Gloria 201811:00 | CSM Galați | 25 – 41 | CS Gloria 2018 Bistrița | Sala Sporturilor „Dunărea”, Galați Arbitri: Costache, Vasile |
| 25 septembrie 2022 Facebook Gloria 201811:00 | Lopătaru 6 | (13–25) | Bazaliu 6               | Sala Sporturilor „Dunărea”, Galați Arbitri: Costache, Vasile |
| 25 septembrie 2022 Facebook Gloria 201811:00 | 2×         | Cronica | 6× 1×                   | Sala Sporturilor „Dunărea”, Galați Arbitri: Costache, Vasile |

| 25 septembrie 2022 11:00 | HC Zalău  | 24 – 30 | SCM Gloria Buzău | Sala Sporturilor „Gheorghe Tadici”, Zalău Arbitri: Belean, Hendrea |
| 25 septembrie 2022 11:00 | Mihart 10 | (11–14) | Iuganu 11        | Sala Sporturilor „Gheorghe Tadici”, Zalău Arbitri: Belean, Hendrea |
| 25 septembrie 2022 11:00 | 6× 2× 1×  | Cronica | 2× 1×            | Sala Sporturilor „Gheorghe Tadici”, Zalău Arbitri: Belean, Hendrea |

| 25 septembrie 2022 18:00 | SCM Craiova     | 31 – 27 | CS Dacia Mioveni 2012 | Sala Polivalentă, Craiova Arbitri: Agliceriu, Turdean |
| 25 septembrie 2022 18:00 | Krpež Šlezak 12 | (19–13) | Constantinescu 7      | Sala Polivalentă, Craiova Arbitri: Agliceriu, Turdean |
| 25 septembrie 2022 18:00 | 6× 2×           | Cronica | 4× 2× 1×              | Sala Polivalentă, Craiova Arbitri: Agliceriu, Turdean |

| 25 septembrie 2022 18:00 | CSM Târgu Jiu   | 21 – 22 | CSM Slatina   | Sala Sporturilor, Târgu Jiu Arbitri: Ghesoiu, Tița |
| 25 septembrie 2022 18:00 | Bucă, Gavrilă 4 | (10–13) | Bogdanovici 7 | Sala Sporturilor, Târgu Jiu Arbitri: Ghesoiu, Tița |
| 25 septembrie 2022 18:00 | 6× 1× 1×        | Cronica | 4× 2× 1×      | Sala Sporturilor, Târgu Jiu Arbitri: Ghesoiu, Tița |

### Etapa a VI-a
| 9 octombrie 2022 11:00 | CSM Slatina  | 22 – 27 | CS Gloria 2018 Bistrița | Sala LPS, Slatina Arbitri: Drăgănescu, Rădulescu |
| 9 octombrie 2022 11:00 | Cârligeanu 7 | (14–14) | Bazaliu 8               | Sala LPS, Slatina Arbitri: Drăgănescu, Rădulescu |
| 9 octombrie 2022 11:00 | 3× 2×        | Cronica | 3× 1×                   | Sala LPS, Slatina Arbitri: Drăgănescu, Rădulescu |

| 9 octombrie 2022 12:00 | CSM Târgu Jiu | 29 – 28 | CS Măgura Cisnădie | Sala Sporturilor, Târgu Jiu Arbitri: Constantin, Enache |
| 9 octombrie 2022 12:00 | Gavrilă 7     | (17–11) | M. Neagu 9         | Sala Sporturilor, Târgu Jiu Arbitri: Constantin, Enache |
| 9 octombrie 2022 12:00 | 8× 1×         | Cronica | 4× 1×              | Sala Sporturilor, Târgu Jiu Arbitri: Constantin, Enache |

| 9 octombrie 2022 17:00 | HC Dunărea Brăila | 34 – 25 | CSM Galați | Sala Polivalentă „Danubius”, Brăila Arbitri: Mrgărit, Voicu |
| 9 octombrie 2022 17:00 | Sazdovska 7       | (17–10) | Taivan 12  | Sala Polivalentă „Danubius”, Brăila Arbitri: Mrgărit, Voicu |
| 9 octombrie 2022 17:00 | 5× 1×             | Cronica | 4× 1×      | Sala Polivalentă „Danubius”, Brăila Arbitri: Mrgărit, Voicu |

| 10 octombrie 2022 17:30 | CS Dacia Mioveni 2012 | 29 – 24 | CS Minaur Baia Mare | Sala Sporturilor, Mioveni Asistență: 200 Arbitri: Cazan, Suliman |
| 10 octombrie 2022 17:30 | Constantinescu 8      | (11–9)  | Cazanga 6           | Sala Sporturilor, Mioveni Asistență: 200 Arbitri: Cazan, Suliman |
| 10 octombrie 2022 17:30 | 4× 2×                 | Cronica | 4× 1×               | Sala Sporturilor, Mioveni Asistență: 200 Arbitri: Cazan, Suliman |

| 12 octombrie 2022 PRO•ARENA17:30 | SCM Gloria Buzău                     | 33 – 28 | SCM Râmnicu Vâlcea | Sala Sporturilor „Romeo Iamandi”, Buzău Arbitri: Georgescu, Moldoveanu |
| 12 octombrie 2022 PRO•ARENA17:30 | Harabagiu, Ilina, Iuganu, Petrović 5 | (13–12) | Glibko 6           | Sala Sporturilor „Romeo Iamandi”, Buzău Arbitri: Georgescu, Moldoveanu |
| 12 octombrie 2022 PRO•ARENA17:30 | 6× 3×                                | Cronica | 8× 1× 1×           | Sala Sporturilor „Romeo Iamandi”, Buzău Arbitri: Georgescu, Moldoveanu |

| 12 octombrie 2022 18:30 | CS Rapid București | 30 – 29 | HC Zalău | Sala Polivalentă „Rapid”, București Arbitri: Nacu, Manafu |
| 12 octombrie 2022 18:30 | Grozav 5           | (15–13) | Lazić 6  | Sala Polivalentă „Rapid”, București Arbitri: Nacu, Manafu |
| 12 octombrie 2022 18:30 | 5× 2× 1×           | Cronica | 2× 2×    | Sala Polivalentă „Rapid”, București Arbitri: Nacu, Manafu |

| 13 octombrie 2022 PRO•ARENA17:30 | CSM București | 35 – 25 | SCM Craiova    | Sala Apollo, București Arbitri: Gheșoiu, Tiță |
| 13 octombrie 2022 PRO•ARENA17:30 | Omoregie 6    | (19–14) | Krpež Šlezak 7 | Sala Apollo, București Arbitri: Gheșoiu, Tiță |
| 13 octombrie 2022 PRO•ARENA17:30 | 4× 1×         | Cronica | 5×             | Sala Apollo, București Arbitri: Gheșoiu, Tiță |

### Etapa a VII-a
| 19 octombrie 2022 PRO•ARENA17:00 | CS Minaur Baia Mare | 20 – 26 | CSM București | Sala Sporturilor „Lascăr Pană”, Baia Mare Asistență: 1500 Arbitri: Murariu, Paraschiv |
| 19 octombrie 2022 PRO•ARENA17:00 | Tănasie 6           | (10–11) | C. Neagu 11   | Sala Sporturilor „Lascăr Pană”, Baia Mare Asistență: 1500 Arbitri: Murariu, Paraschiv |
| 19 octombrie 2022 PRO•ARENA17:00 | 1× 1×               | Cronica | 3× 2×         | Sala Sporturilor „Lascăr Pană”, Baia Mare Asistență: 1500 Arbitri: Murariu, Paraschiv |

| 19 octombrie 2022 PRO•ARENA18:45 | SCM Râmnicu Vâlcea | 37 – 36 | CS Rapid București | Sala Sporturilor „Traian”, Râmnicu Vâlcea Arbitri: Gorina, Melencu |
| 19 octombrie 2022 PRO•ARENA18:45 | Elghaoui 9         | (18–16) | Grozav, Korsós 7   | Sala Sporturilor „Traian”, Râmnicu Vâlcea Arbitri: Gorina, Melencu |
| 19 octombrie 2022 PRO•ARENA18:45 | 5× 1×              | Cronica | 3×                 | Sala Sporturilor „Traian”, Râmnicu Vâlcea Arbitri: Gorina, Melencu |

| 20 octombrie 2022 17:30 | HC Zalău | 27 – 24 | CSM Târgu Jiu | Sala Sporturilor „Gheorghe Tadici”, Zalău Arbitri: Mârza, Nedelea |
| 20 octombrie 2022 17:30 | Tóth 8   | (14–10) | Bucă 9        | Sala Sporturilor „Gheorghe Tadici”, Zalău Arbitri: Mârza, Nedelea |
| 20 octombrie 2022 17:30 | 7× 1×    | Cronica | 4× 2×         | Sala Sporturilor „Gheorghe Tadici”, Zalău Arbitri: Mârza, Nedelea |

| 20 octombrie 2022 18:00 | CS Gloria 2018 Bistrița | 25 – 24 | HC Dunărea Brăila | Sala Polivalentă „Unirea”, Bistrița Arbitri: Cazan, Suliman |
| 20 octombrie 2022 18:00 | Seraficeanu 6           | (13–14) | González 7        | Sala Polivalentă „Unirea”, Bistrița Arbitri: Cazan, Suliman |
| 20 octombrie 2022 18:00 | 6×                      | Cronica | 5× 1×             | Sala Polivalentă „Unirea”, Bistrița Arbitri: Cazan, Suliman |

| 20 octombrie 2022 18:00 | CSM Galați | 26 – 30 | CS Dacia Mioveni 2012 | Sala „Siderurgistul”, Galați Arbitri: Ifrim, Ilisei |
| 20 octombrie 2022 18:00 | Taivan 7   | (13–14) | Constantinescu 11     | Sala „Siderurgistul”, Galați Arbitri: Ifrim, Ilisei |
| 20 octombrie 2022 18:00 | 6× 1×      | Cronica | 1× 1×                 | Sala „Siderurgistul”, Galați Arbitri: Ifrim, Ilisei |

| 20 octombrie 2022 18:00 | CS Măgura Cisnădie | 30 – 28 | CSM Slatina                      | Sala Polivalentă „Măgura”, Cisnădie Arbitri: Șerbu, Vasilescu |
| 20 octombrie 2022 18:00 | Gareaeva 7         | (15–14) | Lixăndroiu, Necula, T. Popescu 5 | Sala Polivalentă „Măgura”, Cisnădie Arbitri: Șerbu, Vasilescu |
| 20 octombrie 2022 18:00 | 4× 1× 1×           | Cronica | ×                                | Sala Polivalentă „Măgura”, Cisnădie Arbitri: Șerbu, Vasilescu |

| 23 octombrie 2022 PRO•ARENA17:30 | SCM Craiova     | 23 – 27 | SCM Gloria Buzău | Sala Polivalentă, Craiova Arbitri: Manafu, Nacu |
| 23 octombrie 2022 PRO•ARENA17:30 | Krpež Šlezak 13 | (11–14) | Iuganu 7         | Sala Polivalentă, Craiova Arbitri: Manafu, Nacu |
| 23 octombrie 2022 PRO•ARENA17:30 | 2× 2×           | Cronica | 3× 3×            | Sala Polivalentă, Craiova Arbitri: Manafu, Nacu |

### Etapa a VIII-a
| 27 noiembrie 2022 PRO•ARENA17:00 | CS Rapid București | 35 – 19 | SCM Craiova    | Sala Polivalentă „Rapid”, București Arbitri: Năstase, Stancu |
| 27 noiembrie 2022 PRO•ARENA17:00 | Buceschi 8         | (14–10) | Krpež Šlezak 6 | Sala Polivalentă „Rapid”, București Arbitri: Năstase, Stancu |
| 27 noiembrie 2022 PRO•ARENA17:00 | 6× 1×              | Cronica | 3×             | Sala Polivalentă „Rapid”, București Arbitri: Năstase, Stancu |

| 28 noiembrie 2022 PRO•ARENA19:15 | SCM Gloria Buzău | 31 – 30 | CS Minaur Baia Mare | Sala Sporturilor „Romeo Iamandi”, Buzău Asistență: 1500 Arbitri: Agliceriu, Turdean |
| 28 noiembrie 2022 PRO•ARENA19:15 | Iuganu 8         | (17–20) | Tănasie 10          | Sala Sporturilor „Romeo Iamandi”, Buzău Asistență: 1500 Arbitri: Agliceriu, Turdean |
| 28 noiembrie 2022 PRO•ARENA19:15 | 2× 1×            | Cronica | 5× 1×               | Sala Sporturilor „Romeo Iamandi”, Buzău Asistență: 1500 Arbitri: Agliceriu, Turdean |

| 29 noiembrie 2022 18:00 | CS Măgura Cisnădie | 30 – 22 | HC Zalău        | Sala Polivalentă „Măgura”, Cisnădie Arbitri: Pârvu, Potîrniche |
| 29 noiembrie 2022 18:00 | Abed Kader 11      | (17–9)  | Lazić, Mihart 5 | Sala Polivalentă „Măgura”, Cisnădie Arbitri: Pârvu, Potîrniche |
| 29 noiembrie 2022 18:00 | 5× 1×              | Cronica | 4×              | Sala Polivalentă „Măgura”, Cisnădie Arbitri: Pârvu, Potîrniche |

| 30 noiembrie 2022 17:00 | CSM București                       | 34 – 20 | CSM Galați | Sala Polivalentă, București Arbitri: Tătaru, Văcariu |
| 30 noiembrie 2022 17:00 | Dembélé-Pavlović, Mihai, Omoregie 5 | (15–13) | Andrița 11 | Sala Polivalentă, București Arbitri: Tătaru, Văcariu |
| 30 noiembrie 2022 17:00 | 3× 1×                               | Cronica | 3× 1×      | Sala Polivalentă, București Arbitri: Tătaru, Văcariu |

| 4 decembrie 2022 11:00 | CSM Slatina | 21 – 28 | HC Dunărea Brăila | Sala LPS, Slatina Arbitri: Stark, Ștefan |
| 4 decembrie 2022 11:00 | Coman 5     | (6–12)  | Da Rocha 7        | Sala LPS, Slatina Arbitri: Stark, Ștefan |
| 4 decembrie 2022 11:00 | 3× 1×       | Cronica | 3× 1×             | Sala LPS, Slatina Arbitri: Stark, Ștefan |

| 4 decembrie 2022 17:00 | CS Dacia Mioveni 2012 | 22 – 30 | CS Gloria 2018 Bistrița | Sala Sporturilor, Mioveni Arbitri: Năstase, Stancu |
| 4 decembrie 2022 17:00 | Nicolae 5             | (12–16) | Chintoan 7              | Sala Sporturilor, Mioveni Arbitri: Năstase, Stancu |
| 4 decembrie 2022 17:00 | 3× 1×                 | Cronica | 6× 1×                   | Sala Sporturilor, Mioveni Arbitri: Năstase, Stancu |

| 7 decembrie 2022 18:00 | CSM Târgu Jiu | 23 – 24 | SCM Râmnicu Vâlcea | Sala Sporturilor, Târgu Jiu Arbitri: Manafu, Pavel |
| 7 decembrie 2022 18:00 | Bucă 6        | (11–10) | Elghaoui 5         | Sala Sporturilor, Târgu Jiu Arbitri: Manafu, Pavel |
| 7 decembrie 2022 18:00 | 1× 2×         | Cronica | 5× 1×              | Sala Sporturilor, Târgu Jiu Arbitri: Manafu, Pavel |

### Etapa a IX-a
| 7 decembrie 2022 PRO•ARENA17:30 | CS Minaur Baia Mare | 24 – 38 | CS Rapid București | Sala Sporturilor „Lascăr Pană”, Baia Mare Asistență: 1200 Arbitri: Constantin, Gál |
| 7 decembrie 2022 PRO•ARENA17:30 | Popa, Tănasie 4     | (12–15) | Grozav 7           | Sala Sporturilor „Lascăr Pană”, Baia Mare Asistență: 1200 Arbitri: Constantin, Gál |
| 7 decembrie 2022 PRO•ARENA17:30 | 3× 2×               | Cronica | 2× 2×              | Sala Sporturilor „Lascăr Pană”, Baia Mare Asistență: 1200 Arbitri: Constantin, Gál |

| 9 decembrie 2022 11:00 | HC Zalău  | 23 – 17 | CSM Slatina  | Sala Sporturilor „Gheorghe Tadici”, Zalău Arbitri: Gorina, Melencu |
| 9 decembrie 2022 11:00 | Mihart 10 | (11–7)  | Lixăndroiu 6 | Sala Sporturilor „Gheorghe Tadici”, Zalău Arbitri: Gorina, Melencu |
| 9 decembrie 2022 11:00 | 3× 1×     | Cronica | 2× 2×        | Sala Sporturilor „Gheorghe Tadici”, Zalău Arbitri: Gorina, Melencu |

| 11 decembrie 2022 17:00 | HC Dunărea Brăila | 34 – 26 | CS Dacia Mioveni 2012 | Sala Polivalentă „Danubius”, Brăila Arbitri: Constantin, Enache |
| 11 decembrie 2022 17:00 | Lavko 6           | (14–12) | Lazăr 6               | Sala Polivalentă „Danubius”, Brăila Arbitri: Constantin, Enache |
| 11 decembrie 2022 17:00 | 5× 1×             | Cronica | 3×                    | Sala Polivalentă „Danubius”, Brăila Arbitri: Constantin, Enache |

| 11 decembrie 2022 18:00 | SCM Craiova     | 21 – 26 | CSM Târgu Jiu | Sala Polivalentă, Craiova Arbitri: Popa, Velișca |
| 11 decembrie 2022 18:00 | Krpež Šlezak 10 | (10–14) | Pușcaș 7      | Sala Polivalentă, Craiova Arbitri: Popa, Velișca |
| 11 decembrie 2022 18:00 | 3× 2×           | Cronica | 6× 3× 1×      | Sala Polivalentă, Craiova Arbitri: Popa, Velișca |

| 13 decembrie 2022 PRO•ARENA17:30 | CS Gloria 2018 Bistrița | 23 – 31 | CSM București | Sala Polivalentă „Unirea”, Bistrița Arbitri: Pârvu, Potîrniche |
| 13 decembrie 2022 PRO•ARENA17:30 | Zulić 7                 | (9–18)  | C. Neagu 6    | Sala Polivalentă „Unirea”, Bistrița Arbitri: Pârvu, Potîrniche |
| 13 decembrie 2022 PRO•ARENA17:30 | 3× 1×                   | Cronica | 4×            | Sala Polivalentă „Unirea”, Bistrița Arbitri: Pârvu, Potîrniche |

| 15 decembrie 2022 17:00 | CSM Galați                 | 20 – 27 | SCM Gloria Buzău | Sala Sporturilor „Dunărea”, Galați Arbitri: Babău, Roibu |
| 15 decembrie 2022 17:00 | Bichir, Corban, Lopătaru 4 | (6–18)  | Czeczi 8         | Sala Sporturilor „Dunărea”, Galați Arbitri: Babău, Roibu |
| 15 decembrie 2022 17:00 | 4× 1× 1×                   | Cronica | 8×               | Sala Sporturilor „Dunărea”, Galați Arbitri: Babău, Roibu |

| 16 decembrie 2022 18:00 | SCM Râmnicu Vâlcea | 38 – 32 | CS Măgura Cisnădie | Sala Sporturilor „Traian”, Râmnicu Vâlcea Arbitri: Lovin, Stancu |
| 16 decembrie 2022 18:00 | Glibko 12          | (19–16) | Bardac 8           | Sala Sporturilor „Traian”, Râmnicu Vâlcea Arbitri: Lovin, Stancu |
| 16 decembrie 2022 18:00 | 5× 1×              | Cronica | 5× 1×              | Sala Sporturilor „Traian”, Râmnicu Vâlcea Arbitri: Lovin, Stancu |

### Etapa a X-a
| 22 decembrie 2022 17:00 | CSM București | 36 – 26 | HC Dunărea Brăila | Sala Polivalentă, București Arbitri: Murariu, Paraschiv |
| 22 decembrie 2022 17:00 | C. Neagu 8    | (20–14) | Liščević 8        | Sala Polivalentă, București Arbitri: Murariu, Paraschiv |
| 22 decembrie 2022 17:00 | 4× 1×         | Cronica | 4× 1×             | Sala Polivalentă, București Arbitri: Murariu, Paraschiv |

| 22 decembrie 2022 17:00 | CSM Slatina  | 18 – 22 | CS Dacia Mioveni 2012 | Sala LPS, Slatina Arbitri: Cazan, Suliman |
| 22 decembrie 2022 17:00 | Lixăndroiu 7 | (8–13)  | Constantinescu 9      | Sala LPS, Slatina Arbitri: Cazan, Suliman |
| 22 decembrie 2022 17:00 | 3× 1×        | Cronica | 2× 3×                 | Sala LPS, Slatina Arbitri: Cazan, Suliman |

| 22 decembrie 2022 PRO•ARENA17:30 | HC Zalău | 25 – 321) | SCM Râmnicu Vâlcea | Sala Sporturilor „Gheorghe Tadici”, Zalău Arbitri: Ifrim, Ilisei |
| 22 decembrie 2022 PRO•ARENA17:30 | Lazić 6  | (13–18)   | Glibko 12          | Sala Sporturilor „Gheorghe Tadici”, Zalău Arbitri: Ifrim, Ilisei |
| 22 decembrie 2022 PRO•ARENA17:30 | 6× 1×    | Cronica   | 8× 2×              | Sala Sporturilor „Gheorghe Tadici”, Zalău Arbitri: Ifrim, Ilisei |

| 22 decembrie 2022 18:00 | CS Măgura Cisnădie | 27 – 28 | SCM Craiova     | Sala Polivalentă „Măgura”, Cisnădie Arbitri: Georgescu, Moldoveanu |
| 22 decembrie 2022 18:00 | Abed Kader 8       | (11–18) | Krpež Šlezak 17 | Sala Polivalentă „Măgura”, Cisnădie Arbitri: Georgescu, Moldoveanu |
| 22 decembrie 2022 18:00 | 6× 2× 1×           | Cronica | 9× 1× 1×        | Sala Polivalentă „Măgura”, Cisnădie Arbitri: Georgescu, Moldoveanu |

| 22 decembrie 2022 18:00 | CS Rapid București | 39 – 26 | CSM Galați | Sala Polivalentă „Rapid”, București Arbitri: Constantin, Enache |
| 22 decembrie 2022 18:00 | Grozav 8           | (22–13) | Sandu 6    | Sala Polivalentă „Rapid”, București Arbitri: Constantin, Enache |
| 22 decembrie 2022 18:00 | 7×                 | Cronica | 1× 1×      | Sala Polivalentă „Rapid”, București Arbitri: Constantin, Enache |

| 22 decembrie 2022 18:00 | CSM Târgu Jiu     | 24 – 21 | CS Minaur Baia Mare | Sala Sporturilor, Târgu Jiu Asistență: 1000 Arbitri: Lovin, Stancu |
| 22 decembrie 2022 18:00 | Gavrilă, Pușcaș 5 | (13–12) | Tănasie 6           | Sala Sporturilor, Târgu Jiu Asistență: 1000 Arbitri: Lovin, Stancu |
| 22 decembrie 2022 18:00 | 6× 1×             | Cronica | 1× 1×               | Sala Sporturilor, Târgu Jiu Asistență: 1000 Arbitri: Lovin, Stancu |

| 23 decembrie 2022 PRO•ARENA17:30 | SCM Gloria Buzău | 26 – 31 | CS Gloria 2018 Bistrița | Sala Sporturilor „Romeo Iamandi”, Buzău Arbitri: Stark, Ștefan |
| 23 decembrie 2022 PRO•ARENA17:30 | Burlacenko 6     | (13–18) | Araújo 7                | Sala Sporturilor „Romeo Iamandi”, Buzău Arbitri: Stark, Ștefan |
| 23 decembrie 2022 PRO•ARENA17:30 | 4×               | Cronica | ×                       | Sala Sporturilor „Romeo Iamandi”, Buzău Arbitri: Stark, Ștefan |

### Etapa a XI-a
| 29 decembrie 2022 11:30 | SCM Craiova     | 33 – 25 | HC Zalău | Sala Polivalentă, Craiova Arbitri: Șerbu, Vasilescu |
| 29 decembrie 2022 11:30 | Krpež Šlezak 10 | (17–15) | Stamin 5 | Sala Polivalentă, Craiova Arbitri: Șerbu, Vasilescu |
| 29 decembrie 2022 11:30 | 4× 1×           | Cronica | 4× 1×    | Sala Polivalentă, Craiova Arbitri: Șerbu, Vasilescu |

| 29 decembrie 2022 PRO•ARENA15:15 | CS Gloria 2018 Bistrița | 26 – 31 | CS Rapid București | Sala Polivalentă „Unirea”, Bistrița Arbitri: Ghiță, Topliceanu |
| 29 decembrie 2022 PRO•ARENA15:15 | Seraficeanu, Zulić 5    | (14–12) | Buceschi 11        | Sala Polivalentă „Unirea”, Bistrița Arbitri: Ghiță, Topliceanu |
| 29 decembrie 2022 PRO•ARENA15:15 | 5× 2×                   | Cronica | 3× 1×              | Sala Polivalentă „Unirea”, Bistrița Arbitri: Ghiță, Topliceanu |

| 29 decembrie 2022 17:00 | HC Dunărea Brăila | 25 – 20 | SCM Gloria Buzău | Sala Polivalentă „Danubius”, Brăila Arbitri: Constantin, Gál |
| 29 decembrie 2022 17:00 | Liščević 9        | (14–9)  | Iuganu 6         | Sala Polivalentă „Danubius”, Brăila Arbitri: Constantin, Gál |
| 29 decembrie 2022 17:00 | 6× 1×             | Cronica | 7× 1×            | Sala Polivalentă „Danubius”, Brăila Arbitri: Constantin, Gál |

| 29 decembrie 2022 17:00 | CS Minaur Baia Mare | 36 – 32 | CS Măgura Cisnădie | Sala Sporturilor „Lascăr Pană”, Baia Mare Asistență: 900 Arbitri: Manafu, Pavel |
| 29 decembrie 2022 17:00 | Borș, Popa 8        | (15–13) | M. Neagu 11        | Sala Sporturilor „Lascăr Pană”, Baia Mare Asistență: 900 Arbitri: Manafu, Pavel |
| 29 decembrie 2022 17:00 | 6× 1×               | Cronica | 4× 1×              | Sala Sporturilor „Lascăr Pană”, Baia Mare Asistență: 900 Arbitri: Manafu, Pavel |

| 29 decembrie 2022 17:00 | CSM Galați       | 18 – 23 | CSM Târgu Jiu | Sala Sporturilor „Dunărea”, Galați Arbitri: Badiu, Barbu |
| 29 decembrie 2022 17:00 | Andrița, Ichim 4 | (9–14)  | Gavrilă 6     | Sala Sporturilor „Dunărea”, Galați Arbitri: Badiu, Barbu |
| 29 decembrie 2022 17:00 | 2× 1×            | Cronica | 5× 2×         | Sala Sporturilor „Dunărea”, Galați Arbitri: Badiu, Barbu |

| 29 decembrie 2022 18:00 | SCM Râmnicu Vâlcea | 28 – 22 | CSM Slatina         | Sala Sporturilor „Traian”, Râmnicu Vâlcea Arbitri: Belean, Hendrea |
| 29 decembrie 2022 18:00 | De Jong 7          | (12–8)  | Matea, T. Popescu 4 | Sala Sporturilor „Traian”, Râmnicu Vâlcea Arbitri: Belean, Hendrea |
| 29 decembrie 2022 18:00 | 7× 1×              | Cronica | 7× 1× 1×            | Sala Sporturilor „Traian”, Râmnicu Vâlcea Arbitri: Belean, Hendrea |

| 30 decembrie 2022 PRO•ARENA17:30 | CS Dacia Mioveni 2012 | 26 – 37 | CSM București                   | Sala Sporturilor, Mioveni Arbitri: Iliescu, Manea |
| 30 decembrie 2022 PRO•ARENA17:30 | Constantinescu 11     | (18–16) | Arntzen, Dindiligan, C. Neagu 6 | Sala Sporturilor, Mioveni Arbitri: Iliescu, Manea |
| 30 decembrie 2022 PRO•ARENA17:30 | 2× 2×                 | Cronica | 3× 1×                           | Sala Sporturilor, Mioveni Arbitri: Iliescu, Manea |

### Etapa a XII-a
| 4 ianuarie 2023 17:00 | CSM Slatina | 30 – 33 | CSM București | Sala LPS, Slatina Arbitri: Mărgărit, Voicu |
| 4 ianuarie 2023 17:00 | Matea 8     | (16–18) | C. Neagu 10   | Sala LPS, Slatina Arbitri: Mărgărit, Voicu |
| 4 ianuarie 2023 17:00 | 6× 2×       | Cronica | 6× 1×         | Sala LPS, Slatina Arbitri: Mărgărit, Voicu |

| 11 ianuarie 2023 PRO•ARENA11:00 | CS Rapid București | 37 – 29 | HC Dunărea Brăila | Sala Polivalentă „Rapid”, București Arbitri: Stark, Ștefan |
| 11 ianuarie 2023 PRO•ARENA11:00 | Badea, Korsós 7    | (16–16) | Liščević 8        | Sala Polivalentă „Rapid”, București Arbitri: Stark, Ștefan |
| 11 ianuarie 2023 PRO•ARENA11:00 | 2× 1× 1×           | Cronica | 4× 1×             | Sala Polivalentă „Rapid”, București Arbitri: Stark, Ștefan |

| 11 ianuarie 2023 18:00 | SCM Râmnicu Vâlcea | 34 – 34 | SCM Craiova     | Sala Sporturilor „Traian”, Râmnicu Vâlcea Arbitri: Basso, Tofan |
| 11 ianuarie 2023 18:00 | Fujita 9           | (19–18) | Krpež Šlezak 10 | Sala Sporturilor „Traian”, Râmnicu Vâlcea Arbitri: Basso, Tofan |
| 11 ianuarie 2023 18:00 | 5× 1×              | Cronica | 10× 2× 1×       | Sala Sporturilor „Traian”, Râmnicu Vâlcea Arbitri: Basso, Tofan |

| 14 ianuarie 2023 PRO•ARENA17:30 | CSM Târgu Jiu | 23 – 33 | CS Gloria 2018 Bistrița | Sala Sporturilor, Târgu Jiu Arbitri: Ifrim, Ilisei |
| 14 ianuarie 2023 PRO•ARENA17:30 | Ciolan 6      | (11–17) | Zulić 7                 | Sala Sporturilor, Târgu Jiu Arbitri: Ifrim, Ilisei |
| 14 ianuarie 2023 PRO•ARENA17:30 | 1×            | Cronica | 3× 1×                   | Sala Sporturilor, Târgu Jiu Arbitri: Ifrim, Ilisei |

| 15 ianuarie 2023 11:00 | HC Zalău        | 24 – 30 | CS Minaur Baia Mare | Sala Sporturilor „Gheorghe Tadici”, Zalău Asistență: 1000 Arbitri: Lovin, Stancu |
| 15 ianuarie 2023 11:00 | Lazić, Stamin 6 | (13–16) | Cazanga 6           | Sala Sporturilor „Gheorghe Tadici”, Zalău Asistență: 1000 Arbitri: Lovin, Stancu |
| 15 ianuarie 2023 11:00 | 4× 2×           | Cronica | 4× 1×               | Sala Sporturilor „Gheorghe Tadici”, Zalău Asistență: 1000 Arbitri: Lovin, Stancu |

| 15 ianuarie 2023 PRO•ARENA17:30 | SCM Gloria Buzău | 33 – 33 | CS Dacia Mioveni 2012 | Sala Sporturilor „Romeo Iamandi”, Buzău Arbitri: Gorina, Melencu |
| 15 ianuarie 2023 PRO•ARENA17:30 | Iuganu 12        | (17–15) | Constantinescu 13     | Sala Sporturilor „Romeo Iamandi”, Buzău Arbitri: Gorina, Melencu |
| 15 ianuarie 2023 PRO•ARENA17:30 | 6×               | Cronica | 4× 1×                 | Sala Sporturilor „Romeo Iamandi”, Buzău Arbitri: Gorina, Melencu |

| 15 ianuarie 2023 18:00 | CS Măgura Cisnădie | 37 – 23 | CSM Galați | Sala Polivalentă „Măgura”, Cisnădie Arbitri: Agliceriu, Turdean |
| 15 ianuarie 2023 18:00 | M. Neagu 10        | (18–13) | Bichir 6   | Sala Polivalentă „Măgura”, Cisnădie Arbitri: Agliceriu, Turdean |
| 15 ianuarie 2023 18:00 | 5× 2×              | Cronica | 1× 1×      | Sala Polivalentă „Măgura”, Cisnădie Arbitri: Agliceriu, Turdean |

### Etapa a XIII-a
| 18 ianuarie 2023 PRO•ARENA17:30 | CSM București | 37 – 29 | SCM Gloria Buzău | Sala Polivalentă, București Arbitri: Georgescu, Moldoveanu |
| 18 ianuarie 2023 PRO•ARENA17:30 | C. Neagu 9    | (19–17) | Iuganu 10        | Sala Polivalentă, București Arbitri: Georgescu, Moldoveanu |
| 18 ianuarie 2023 PRO•ARENA17:30 | 3× 3×         | Cronica | 2× 1×            | Sala Polivalentă, București Arbitri: Georgescu, Moldoveanu |

| 19 ianuarie 2023 19:00 | CS Dacia Mioveni 2012 | 31 – 36 | CS Rapid București | Sala Sporturilor, Mioveni Arbitri: Manafu, Pavel |
| 19 ianuarie 2023 19:00 | Krsnik 10             | (11–15) | Buceschi 9         | Sala Sporturilor, Mioveni Arbitri: Manafu, Pavel |
| 19 ianuarie 2023 19:00 | 3× 2×                 | Cronica | 5× 3× 1×           | Sala Sporturilor, Mioveni Arbitri: Manafu, Pavel |

| 22 ianuarie 2023 11:00 | CSM Galați | 24 – 24 | HC Zalău | Sala Sporturilor „Dunărea”, Galați Arbitri: Constantin, Gál |
| 22 ianuarie 2023 11:00 | Andrița 8  | (12–11) | Mihart 8 | Sala Sporturilor „Dunărea”, Galați Arbitri: Constantin, Gál |
| 22 ianuarie 2023 11:00 | 6× 2×      | Cronica | 8× 2× 2× | Sala Sporturilor „Dunărea”, Galați Arbitri: Constantin, Gál |

| 22 ianuarie 2023 17:00 | HC Dunărea Brăila | 27 – 23 | CSM Târgu Jiu | Sala Polivalentă „Danubius”, Brăila Arbitri: Cazan, Suliman |
| 22 ianuarie 2023 17:00 | Udriștioiu 6      | (11–7)  | Gavrilă 7     | Sala Polivalentă „Danubius”, Brăila Arbitri: Cazan, Suliman |
| 22 ianuarie 2023 17:00 | 2× 1×             | Cronica | 2× 3×         | Sala Polivalentă „Danubius”, Brăila Arbitri: Cazan, Suliman |

| 22 ianuarie 2023 PRO•ARENA17:30 | CS Gloria 2018 Bistrița | 36 – 29 | CS Măgura Cisnădie | Sala Polivalentă „Unirea”, Bistrița Arbitri: Murariu, Paraschiv |
| 22 ianuarie 2023 PRO•ARENA17:30 | Zulić 8                 | (18–16) | İskit 10           | Sala Polivalentă „Unirea”, Bistrița Arbitri: Murariu, Paraschiv |
| 22 ianuarie 2023 PRO•ARENA17:30 | 3× 1×                   | Cronica | 5× 2×              | Sala Polivalentă „Unirea”, Bistrița Arbitri: Murariu, Paraschiv |

| 22 ianuarie 2023 18:00 | SCM Craiova | 28 – 22 | CSM Slatina | Sala Polivalentă, Craiova Arbitri: Stark, Ștefan |
| 22 ianuarie 2023 18:00 | Bak 6       | (16–12) | Striukova 7 | Sala Polivalentă, Craiova Arbitri: Stark, Ștefan |
| 22 ianuarie 2023 18:00 | × 2×        | Cronica | 3× 1×       | Sala Polivalentă, Craiova Arbitri: Stark, Ștefan |

| 25 ianuarie 2023 PRO•ARENA17:30 | CS Minaur Baia Mare | 24 – 40 | SCM Râmnicu Vâlcea | Sala Sporturilor „Lascăr Pană”, Baia Mare Asistență: 900 Arbitri: Mârza, Nedelea |
| 25 ianuarie 2023 PRO•ARENA17:30 | Borș, Tănasie 4     | (9–18)  | Fujita 15          | Sala Sporturilor „Lascăr Pană”, Baia Mare Asistență: 900 Arbitri: Mârza, Nedelea |
| 25 ianuarie 2023 PRO•ARENA17:30 | 6×                  | Cronica | 8× 1×              | Sala Sporturilor „Lascăr Pană”, Baia Mare Asistență: 900 Arbitri: Mârza, Nedelea |

| Poz. | Echipa                  | J  | V  | E | Î  | GM  | GP  | G     | P  |
| ---- | ----------------------- | -- | -- | - | -- | --- | --- | ----- | -- |
| 1    | CSM București           | 13 | 12 | 1 | 0  | 440 | 335 | + 105 | 37 |
| 2    | CS Rapid București      | 13 | 10 | 1 | 2  | 430 | 360 | + 70  | 31 |
| 3    | CS Gloria 2018 Bistrița | 13 | 10 | 1 | 2  | 394 | 343 | + 51  | 31 |
| 4    | SCM Râmnicu Vâlcea      | 13 | 9  | 2 | 2  | 432 | 383 | + 49  | 29 |
| 5    | SCM Gloria Buzău        | 13 | 9  | 1 | 3  | 374 | 348 | + 26  | 28 |
| 6    | HC Dunărea Brăila       | 13 | 7  | 1 | 5  | 366 | 349 | + 17  | 22 |
| 7    | SCM Craiova             | 13 | 6  | 1 | 6  | 350 | 362 | – 12  | 19 |
| 8    | CSM Târgu Jiu           | 13 | 5  | 0 | 8  | 322 | 336 | – 14  | 15 |
| 9    | CS Minaur Baia Mare     | 13 | 5  | 0 | 8  | 339 | 374 | – 35  | 15 |
| 10   | CS Măgura Cisnădie      | 13 | 4  | 1 | 8  | 370 | 382 | – 12  | 13 |
| 11   | CS Dacia Mioveni 2012   | 13 | 3  | 1 | 9  | 348 | 382 | – 34  | 10 |
| 12   | HC Zalău                | 13 | 3  | 1 | 9  | 322 | 371 | – 49  | 10 |
| 13   | CSM Slatina             | 13 | 2  | 0 | 11 | 289 | 336 | – 47  | 6  |
| 14   | CSM Galați              | 13 | 0  | 1 | 12 | 295 | 410 | – 115 | 1  |

| Poz. | Nume                         | Echipă                  | Goluri |
| ---- | ---------------------------- | ----------------------- | ------ |
| 1    | Katarina Krpež Šlezak (SRB)  | SCM Craiova             | 130    |
| 2    | Claudia Constantinescu (ROU) | CS Dacia Mioveni 2012   | 96     |
| 3    | Irina Glibko (UKR)           | SCM Râmnicu Vâlcea      | 86     |
| 4    | Cristina Neagu (ROU)         | CSM București           | 85     |
| 5    | Asma Elghaoui (HUN)          | SCM Râmnicu Vâlcea      | 80     |
| 6    | Ana Maria Iuganu (ROU)       | SCM Gloria Buzău        | 79     |
| 7    | Marilena Neagu (ROU)         | CS Măgura Cisnădie      | 78     |
| 8    | Andreea Mihart (ROU)         | HC Zalău                | 73     |
| 9    | Sorina Grozav (ROU)          | CS Rapid București      | 71     |
| 10   | Nina Zulić (SLO)             | CS Gloria 2018 Bistrița | 70     |

## Rezultate în retur

### Etapa a XIV-a
| 28 ianuarie 2023 PRO•ARENA12:30 | CSM Slatina | 17 – 23 | SCM Gloria Buzău | Sala LPS, Slatina Arbitri: Ghiță, Topliceanu |
| 28 ianuarie 2023 PRO•ARENA12:30 | Necula 7    | (8–11)  | Ilina 6          | Sala LPS, Slatina Arbitri: Ghiță, Topliceanu |
| 28 ianuarie 2023 PRO•ARENA12:30 | 4× 1×       | Cronica | 4× 1×            | Sala LPS, Slatina Arbitri: Ghiță, Topliceanu |

| 29 ianuarie 2023 PRO•ARENA12:30 | CS Gloria 2018 Bistrița | 32 – 25 | HC Zalău | Sala Polivalentă „Unirea”, Bistrița Arbitri: Cazan, Suliman |
| 29 ianuarie 2023 PRO•ARENA12:30 | Araújo 8                | (17–13) | Tóth 9   | Sala Polivalentă „Unirea”, Bistrița Arbitri: Cazan, Suliman |
| 29 ianuarie 2023 PRO•ARENA12:30 | 4× 2×                   | Cronica | 3× 3×    | Sala Polivalentă „Unirea”, Bistrița Arbitri: Cazan, Suliman |

| 29 ianuarie 2023 17:00 | CS Minaur Baia Mare | 36 – 25 | SCM Craiova          | Sala Sporturilor „Lascăr Pană”, Baia Mare Asistență: 700 Arbitri: Ifrim, Ilisei |
| 29 ianuarie 2023 17:00 | Tănasie 8           | (19–13) | Krpež Šlezak, Țicu 5 | Sala Sporturilor „Lascăr Pană”, Baia Mare Asistență: 700 Arbitri: Ifrim, Ilisei |
| 29 ianuarie 2023 17:00 | 4×                  | Cronica | 2× 2×                | Sala Sporturilor „Lascăr Pană”, Baia Mare Asistență: 700 Arbitri: Ifrim, Ilisei |

| 29 ianuarie 2023 17:00 | CS Dacia Mioveni 2012 | 23 – 27 | CSM Târgu Jiu | Sala Sporturilor, Mioveni Arbitri: Șerbu, Vasilescu |
| 29 ianuarie 2023 17:00 | Constantinescu 11     | (11–12) | Ciolan 6      | Sala Sporturilor, Mioveni Arbitri: Șerbu, Vasilescu |
| 29 ianuarie 2023 17:00 | 8× 3×                 | Cronica | 6× 3×         | Sala Sporturilor, Mioveni Arbitri: Șerbu, Vasilescu |

| 29 ianuarie 2023 17:30 | HC Dunărea Brăila                          | 25 – 15 | CS Măgura Cisnădie | Sala Polivalentă „Danubius”, Brăila Arbitri: Gheșoiu, Tiță |
| 29 ianuarie 2023 17:30 | González, Liščević, Da Rocha, Udriștioiu 4 | (13–8)  | İskit 6            | Sala Polivalentă „Danubius”, Brăila Arbitri: Gheșoiu, Tiță |
| 29 ianuarie 2023 17:30 | 5× 2× 1×                                   | Cronica | 5× 3×              | Sala Polivalentă „Danubius”, Brăila Arbitri: Gheșoiu, Tiță |

| 30 ianuarie 2023 15:00 | CSM Galați | 22 – 26 | SCM Râmnicu Vâlcea | Sala Sporturilor „Dunărea”, Galați Arbitri: Murariu, Tăbăcariu |
| 30 ianuarie 2023 15:00 | Andrița 6  | (10–13) | Elghaoui 5         | Sala Sporturilor „Dunărea”, Galați Arbitri: Murariu, Tăbăcariu |
| 30 ianuarie 2023 15:00 | 5× 2×      | Cronica | 4× 2×              | Sala Sporturilor „Dunărea”, Galați Arbitri: Murariu, Tăbăcariu |

| 30 ianuarie 2023 PRO•ARENA17:30 | CSM București | 27 – 26 | CS Rapid București | Sala Polivalentă, București Arbitri: Stark, Ștefan |
| 30 ianuarie 2023 PRO•ARENA17:30 | C. Neagu 8    | (13–13) | Kanor 6            | Sala Polivalentă, București Arbitri: Stark, Ștefan |
| 30 ianuarie 2023 PRO•ARENA17:30 | 5× 2×         | Cronica | 2× 1×              | Sala Polivalentă, București Arbitri: Stark, Ștefan |

### Etapa a XV-a
| 5 februarie 2023 11:00 | HC Zalău | 23 – 27 | HC Dunărea Brăila | Sala Sporturilor „Gheorghe Tadici”, Zalău Arbitri: Belean, Hendrea |
| 5 februarie 2023 11:00 | Stamin 5 | (11–13) | Liščević 10       | Sala Sporturilor „Gheorghe Tadici”, Zalău Arbitri: Belean, Hendrea |
| 5 februarie 2023 11:00 | 7× 2× 1× | Cronica | 5× 4×             | Sala Sporturilor „Gheorghe Tadici”, Zalău Arbitri: Belean, Hendrea |

| 5 februarie 2023 16:00 | SCM Craiova                         | 26 – 24 | CSM Galați | Sala Polivalentă, Craiova Arbitri: Manafu, Pavel |
| 5 februarie 2023 16:00 | Bak, Rodrigues Belo, Krpež Šlezak 5 | (13–10) | Eiler 6    | Sala Polivalentă, Craiova Arbitri: Manafu, Pavel |
| 5 februarie 2023 16:00 | 5× 3×                               | Cronica | 5× 2×      | Sala Polivalentă, Craiova Arbitri: Manafu, Pavel |

| 5 februarie 2023 18:00 | CS Măgura Cisnădie | 36 – 34 | CS Dacia Mioveni 2012 | Sala Polivalentă „Măgura”, Cisnădie Arbitri: Stark, Ștefan |
| 5 februarie 2023 18:00 | İskit, M. Neagu 8  | (17–12) | Lazăr 8               | Sala Polivalentă „Măgura”, Cisnădie Arbitri: Stark, Ștefan |
| 5 februarie 2023 18:00 | 3× 2×              | Cronica | 4×                    | Sala Polivalentă „Măgura”, Cisnădie Arbitri: Stark, Ștefan |

| 5 februarie 2023 18:00 | CS Minaur Baia Mare | 33 – 23 | CSM Slatina | Sala Sporturilor „Lascăr Pană”, Baia Mare Asistență: 700 Arbitri: Constantin, Enache |
| 5 februarie 2023 18:00 | Popa 8              | (17–10) | Striukova 6 | Sala Sporturilor „Lascăr Pană”, Baia Mare Asistență: 700 Arbitri: Constantin, Enache |
| 5 februarie 2023 18:00 | 4× 2× 1×            | Cronica | 4× 1×       | Sala Sporturilor „Lascăr Pană”, Baia Mare Asistență: 700 Arbitri: Constantin, Enache |

| 8 februarie 2023 PRO•ARENA17:30 | SCM Râmnicu Vâlcea | 29 – 35 | CS Gloria 2018 Bistrița | Sala Sporturilor „Traian”, Râmnicu Vâlcea Arbitri: Lovin, Stancu |
| 8 februarie 2023 PRO•ARENA17:30 | Glibko 14          | (16–16) | Bazaliu 11              | Sala Sporturilor „Traian”, Râmnicu Vâlcea Arbitri: Lovin, Stancu |
| 8 februarie 2023 PRO•ARENA17:30 | 1× 1×              | Cronica | 4×                      | Sala Sporturilor „Traian”, Râmnicu Vâlcea Arbitri: Lovin, Stancu |

| 8 februarie 2023 18:00 | CSM Târgu Jiu | 25 – 26 | CSM București | Sala Sporturilor, Târgu Jiu Arbitri: Agliceriu, Turdean |
| 8 februarie 2023 18:00 | Bucă 6        | (13–12) | Arntzen 9     | Sala Sporturilor, Târgu Jiu Arbitri: Agliceriu, Turdean |
| 8 februarie 2023 18:00 | 3× 1×         | Cronica | 2× 2×         | Sala Sporturilor, Târgu Jiu Arbitri: Agliceriu, Turdean |

| 8 februarie 2023 PRO•ARENA19:15 | CS Rapid București | 35 – 33 | SCM Gloria Buzău  | Sala Polivalentă „Rapid”, București Arbitri: Gheșoiu, Tiță |
| 8 februarie 2023 PRO•ARENA19:15 | Kanor 8            | (19–13) | Blažević, Ilina 6 | Sala Polivalentă „Rapid”, București Arbitri: Gheșoiu, Tiță |
| 8 februarie 2023 PRO•ARENA19:15 | 3× 1×              | Cronica | 5× 1×             | Sala Polivalentă „Rapid”, București Arbitri: Gheșoiu, Tiță |

### Etapa a XVI-a
| 11 februarie 2023 15:00 | CSM Galați | 20 – 25 | CS Minaur Baia Mare | Sala Sporturilor „Dunărea”, Galați Arbitri: Ciobea, Nacu |
| 11 februarie 2023 15:00 | Eiler 6    | (9–15)  | Tănasie 5           | Sala Sporturilor „Dunărea”, Galați Arbitri: Ciobea, Nacu |
| 11 februarie 2023 15:00 | 1× 3×      | Cronica | 6× 3×               | Sala Sporturilor „Dunărea”, Galați Arbitri: Ciobea, Nacu |

| 12 februarie 2023 11:00 | CS Dacia Mioveni 2012    | 22 – 19 | HC Zalău | Sala Sporturilor, Mioveni Arbitri: Ifrim, Ilisei |
| 12 februarie 2023 11:00 | Cîrjan, Constantinescu 6 | (10–10) | Lazić 5  | Sala Sporturilor, Mioveni Arbitri: Ifrim, Ilisei |
| 12 februarie 2023 11:00 | 4× 2×                    | Cronica | 3× 3×    | Sala Sporturilor, Mioveni Arbitri: Ifrim, Ilisei |

| 12 februarie 2023 17:00 | CS Gloria 2018 Bistrița | 36 – 28 | SCM Craiova     | Sala Polivalentă „Unirea”, Bistrița Arbitri: Drăgănescu, Rădulescu |
| 12 februarie 2023 17:00 | Bazaliu, Laslo 8        | (16–6)  | Krpež Šlezak 13 | Sala Polivalentă „Unirea”, Bistrița Arbitri: Drăgănescu, Rădulescu |
| 12 februarie 2023 17:00 | 6× 1×                   | Cronica | 4× 1×           | Sala Polivalentă „Unirea”, Bistrița Arbitri: Drăgănescu, Rădulescu |

| 12 februarie 2023 18:00 | SCM Gloria Buzău | 25 – 24 | CSM Târgu Jiu | Sala Sporturilor „Romeo Iamandi”, Buzău Arbitri: Mârza, Nedelea |
| 12 februarie 2023 18:00 | Iuganu 7         | (11–11) | Gavrilă 4     | Sala Sporturilor „Romeo Iamandi”, Buzău Arbitri: Mârza, Nedelea |
| 12 februarie 2023 18:00 | 6× 1×            | Cronica | 8× 1×         | Sala Sporturilor „Romeo Iamandi”, Buzău Arbitri: Mârza, Nedelea |

| 15 februarie 2023 17:00 | CSM Slatina | 21 – 29 | CS Rapid București | Sala LPS, Slatina Arbitri: Popa, Velișca |
| 15 februarie 2023 17:00 | Necula 6    | (11–16) | Kanor 9            | Sala LPS, Slatina Arbitri: Popa, Velișca |
| 15 februarie 2023 17:00 | 4× 1× 1×    | Cronica | 1× 1×              | Sala LPS, Slatina Arbitri: Popa, Velișca |

| 15 februarie 2023 PRO•ARENA17:30 | HC Dunărea Brăila | 29 – 25 | SCM Râmnicu Vâlcea | Sala Polivalentă „Danubius”, Brăila Arbitri: Șerbu, Vasilescu |
| 15 februarie 2023 PRO•ARENA17:30 | González 8        | (15–9)  | Glibko 8           | Sala Polivalentă „Danubius”, Brăila Arbitri: Șerbu, Vasilescu |
| 15 februarie 2023 PRO•ARENA17:30 | 5× 2×             | Cronica | 4× 1×              | Sala Polivalentă „Danubius”, Brăila Arbitri: Șerbu, Vasilescu |

| 16 februarie 2023 PRO•ARENA17:30 | CSM București         | 35 – 23 | CS Măgura Cisnădie | Sala Polivalentă, București Arbitri: Pârvu, Potîrniche |
| 16 februarie 2023 PRO•ARENA17:30 | Arntzen, Dindiligan 6 | (17–12) | Gareaeva 8         | Sala Polivalentă, București Arbitri: Pârvu, Potîrniche |
| 16 februarie 2023 PRO•ARENA17:30 | 5×                    | Cronica | 2×                 | Sala Polivalentă, București Arbitri: Pârvu, Potîrniche |

### Etapa a XVII-a
| 19 februarie 2023 11:00 | CS Minaur Baia Mare | 31 – 30 | CS Gloria 2018 Bistrița | Sala Sporturilor „Lascăr Pană”, Baia Mare Asistență: 1200 Arbitri: Gorina, Melencu |
| 19 februarie 2023 11:00 | Cazanga 6           | (19–14) | Laslo 11                | Sala Sporturilor „Lascăr Pană”, Baia Mare Asistență: 1200 Arbitri: Gorina, Melencu |
| 19 februarie 2023 11:00 | 7× 1×               | Cronica | 8× 1×                   | Sala Sporturilor „Lascăr Pană”, Baia Mare Asistență: 1200 Arbitri: Gorina, Melencu |

| 19 februarie 2023 15:00 | CSM Galați | 25 – 31 | CSM Slatina | Sala Sporturilor „Dunărea”, Galați Arbitri: Stark, Ștefan |
| 19 februarie 2023 15:00 | Bichir 5   | (13–16) | Coman 7     | Sala Sporturilor „Dunărea”, Galați Arbitri: Stark, Ștefan |
| 19 februarie 2023 15:00 | 4× 1×      | Cronica | 6× 1×       | Sala Sporturilor „Dunărea”, Galați Arbitri: Stark, Ștefan |

| 19 februarie 2023 18:00 | CS Măgura Cisnădie   | 25 – 22 | SCM Gloria Buzău | Sala Polivalentă „Măgura”, Cisnădie Arbitri: Iliescu, Manea |
| 19 februarie 2023 18:00 | Gareaeva, M. Neagu 5 | (13–12) | Ilina 6          | Sala Polivalentă „Măgura”, Cisnădie Arbitri: Iliescu, Manea |
| 19 februarie 2023 18:00 | 5× 2×                | Cronica | 2× 2×            | Sala Polivalentă „Măgura”, Cisnădie Arbitri: Iliescu, Manea |

| 19 februarie 2023 18:00 | SCM Craiova          | 27 – 37 | HC Dunărea Brăila    | Sala Polivalentă, Craiova Arbitri: Georgescu, Moldoveanu |
| 19 februarie 2023 18:00 | Krpež Šlezak, Țicu 8 | (13–20) | González, Liščević 6 | Sala Polivalentă, Craiova Arbitri: Georgescu, Moldoveanu |
| 19 februarie 2023 18:00 | 3× 4×                | Cronica | 6× 1×                | Sala Polivalentă, Craiova Arbitri: Georgescu, Moldoveanu |

| 25 februarie 2023 11:00 | HC Zalău        | 23 – 34 | CSM București            | Sala Sporturilor „Gheorghe Tadici”, Zalău Arbitri: Drăgănescu, Rădulescu |
| 25 februarie 2023 11:00 | Bujor, Mihart 4 | (11–16) | Mihai, C. Neagu, Zaadi 6 | Sala Sporturilor „Gheorghe Tadici”, Zalău Arbitri: Drăgănescu, Rădulescu |
| 25 februarie 2023 11:00 | 3× 1×           | Cronica | 6× 1×                    | Sala Sporturilor „Gheorghe Tadici”, Zalău Arbitri: Drăgănescu, Rădulescu |

| 26 februarie 2023 15:00 | SCM Râmnicu Vâlcea | 28 – 19 | CS Dacia Mioveni 2012 | Sala Sporturilor „Traian”, Râmnicu Vâlcea Arbitri: Constantin, Enache |
| 26 februarie 2023 15:00 | Glibko 9           | (13–10) | Krsnik 5              | Sala Sporturilor „Traian”, Râmnicu Vâlcea Arbitri: Constantin, Enache |
| 26 februarie 2023 15:00 | 3× 2×              | Cronica | 3× 3×                 | Sala Sporturilor „Traian”, Râmnicu Vâlcea Arbitri: Constantin, Enache |

| 26 februarie 2023 PRO•ARENA15:45 | CSM Târgu Jiu     | 26 – 31 | CS Rapid București | Sala Sporturilor, Târgu Jiu Arbitri: Constantin, Gál |
| 26 februarie 2023 PRO•ARENA15:45 | Gavrilă, Pușcaș 6 | (16–18) | Buceschi 11        | Sala Sporturilor, Târgu Jiu Arbitri: Constantin, Gál |
| 26 februarie 2023 PRO•ARENA15:45 | 3× 1× 1×          | Cronica | 5×                 | Sala Sporturilor, Târgu Jiu Arbitri: Constantin, Gál |

### Etapa a XVIII-a
| 12 martie 2023 11:00 | CSM Slatina  | 21 – 25 | CSM Târgu Jiu | Sala LPS, Slatina Arbitri: Șerbu, Vasilescu |
| 12 martie 2023 11:00 | Lixăndroiu 6 | (10–12) | Gavrilă 7     | Sala LPS, Slatina Arbitri: Șerbu, Vasilescu |
| 12 martie 2023 11:00 | 4× 2×        | Cronica | 7× 3×         | Sala LPS, Slatina Arbitri: Șerbu, Vasilescu |

| 12 martie 2023 PRO•ARENA15:45 | CS Rapid București | 36 – 26 | CS Măgura Cisnădie | Sala Polivalentă „Rapid”, București Asistență: 900 Arbitri: Ifrim, Ilisei |
| 12 martie 2023 PRO•ARENA15:45 | Grozav 7           | (15–13) | İskit 8            | Sala Polivalentă „Rapid”, București Asistență: 900 Arbitri: Ifrim, Ilisei |
| 12 martie 2023 PRO•ARENA15:45 | 5× 1×              | Cronica | 2× 3×              | Sala Polivalentă „Rapid”, București Asistență: 900 Arbitri: Ifrim, Ilisei |

| 12 martie 2023 17:00 | CS Gloria 2018 Bistrița | 37 – 27 | CSM Galați | TeraPlast Arena, Bistrița Arbitri: Ciutacu, Stamatoiu |
| 12 martie 2023 17:00 | Bazaliu 8               | (19–9)  | Bichir 6   | TeraPlast Arena, Bistrița Arbitri: Ciutacu, Stamatoiu |
| 12 martie 2023 17:00 | 6× 3× 1×                | Cronica | 6× 1× 1×   | TeraPlast Arena, Bistrița Arbitri: Ciutacu, Stamatoiu |

| 12 martie 2023 17:00 | CS Dacia Mioveni 2012 | 29 – 31 | SCM Craiova     | Sala Sporturilor, Mioveni Asistență: 800 Arbitri: Lovin, Stancu |
| 12 martie 2023 17:00 | Krsnik 9              | (15–19) | Krpež Šlezak 12 | Sala Sporturilor, Mioveni Asistență: 800 Arbitri: Lovin, Stancu |
| 12 martie 2023 17:00 | 4× 2×                 | Cronica | 6× 3×           | Sala Sporturilor, Mioveni Asistență: 800 Arbitri: Lovin, Stancu |

| 12 martie 2023 PRO•ARENA17:30 | SCM Gloria Buzău | 23 – 16 | HC Zalău        | Sala Sporturilor „Romeo Iamandi”, Buzău Arbitri: Costache, Vasile |
| 12 martie 2023 PRO•ARENA17:30 | Iuganu 6         | (12–9)  | Lazić, Prikop 3 | Sala Sporturilor „Romeo Iamandi”, Buzău Arbitri: Costache, Vasile |
| 12 martie 2023 PRO•ARENA17:30 | 7× 2×            | Cronica | 6× 1×           | Sala Sporturilor „Romeo Iamandi”, Buzău Arbitri: Costache, Vasile |

| 12 martie 2023 18:00 | HC Dunărea Brăila | 27 – 25 | CS Minaur Baia Mare | Sala Polivalentă „Danubius”, Brăila Asistență: 1500 Arbitri: Stark, Ștefan |
| 12 martie 2023 18:00 | Liščević 7        | (16–12) | Tănasie 8           | Sala Polivalentă „Danubius”, Brăila Asistență: 1500 Arbitri: Stark, Ștefan |
| 12 martie 2023 18:00 | 4×                | Cronica | 3× 1×               | Sala Polivalentă „Danubius”, Brăila Asistență: 1500 Arbitri: Stark, Ștefan |

| 14 martie 2023 PRO•ARENA17:30 | CSM București | 32 – 24 | SCM Râmnicu Vâlcea | Sala Polivalentă, București Asistență: 490 Arbitri: Gorina, Melencu |
| 14 martie 2023 PRO•ARENA17:30 | Arntzen 12    | (13–10) | Glibko 5           | Sala Polivalentă, București Asistență: 490 Arbitri: Gorina, Melencu |
| 14 martie 2023 PRO•ARENA17:30 | 3× 1×         | Cronica | × 2×               | Sala Polivalentă, București Asistență: 490 Arbitri: Gorina, Melencu |

### Etapa a XIX-a
| 15 martie 2023 PRO•ARENA17:00 | HC Zalău         | 23 – 25 | CS Rapid București | Sala Sporturilor „Gheorghe Tadici”, Zalău Asistență: 900 Arbitri: Badiu, Barbu |
| 15 martie 2023 PRO•ARENA17:00 | Mihart, Stamin 5 | (12–11) | López, Ostase 4    | Sala Sporturilor „Gheorghe Tadici”, Zalău Asistență: 900 Arbitri: Badiu, Barbu |
| 15 martie 2023 PRO•ARENA17:00 | 7× 2× 1× 1×      | Cronica | 6× 1×              | Sala Sporturilor „Gheorghe Tadici”, Zalău Asistență: 900 Arbitri: Badiu, Barbu |

| 19 martie 2023 16:00 | CSM Galați | 17 – 32 | HC Dunărea Brăila                       | Sala Sporturilor „Dunărea”, Galați Arbitri: Murariu, Paraschiv |
| 19 martie 2023 16:00 | Andrița 4  | (8–12)  | Epureanu, Liščević, Da Rocha, Severin 4 | Sala Sporturilor „Dunărea”, Galați Arbitri: Murariu, Paraschiv |
| 19 martie 2023 16:00 | 7× 1×      | Cronica | 3×                                      | Sala Sporturilor „Dunărea”, Galați Arbitri: Murariu, Paraschiv |

| 19 martie 2023 17:00 | CS Gloria 2018 Bistrița | 42 – 21 | CSM Slatina | TeraPlast Arena, Bistrița Arbitri: Murariu, Tăbăcariu |
| 19 martie 2023 17:00 | Bazaliu 11              | (21–7)  | Matea 6     | TeraPlast Arena, Bistrița Arbitri: Murariu, Tăbăcariu |
| 19 martie 2023 17:00 | 6× 1×                   | Cronica | 1×          | TeraPlast Arena, Bistrița Arbitri: Murariu, Tăbăcariu |

| 19 martie 2023 PRO•ARENA17:30 | SCM Craiova     | 29 – 31 | CSM București | Sala Polivalentă, Craiova Asistență: 1000 Arbitri: Constantin, Enache |
| 19 martie 2023 PRO•ARENA17:30 | Krpež Šlezak 16 | (–)     | C. Neagu 9    | Sala Polivalentă, Craiova Asistență: 1000 Arbitri: Constantin, Enache |
| 19 martie 2023 PRO•ARENA17:30 | 3× 2×           | Cronica | 3× 1×         | Sala Polivalentă, Craiova Asistență: 1000 Arbitri: Constantin, Enache |

| 19 martie 2023 18:00 | CS Măgura Cisnădie | 35 – 23 | CSM Târgu Jiu | Sala Polivalentă „Măgura”, Cisnădie Asistență: 1000 Arbitri: Lovin, Stancu |
| 19 martie 2023 18:00 | İskit 16           | (17–10) | Pavlović 9    | Sala Polivalentă „Măgura”, Cisnădie Asistență: 1000 Arbitri: Lovin, Stancu |
| 19 martie 2023 18:00 | 3× 1×              | Cronica | 5× 1× 1×      | Sala Polivalentă „Măgura”, Cisnădie Asistență: 1000 Arbitri: Lovin, Stancu |

| 19 martie 2023 18:00 | CS Minaur Baia Mare | 24 – 22 | CS Dacia Mioveni 2012     | Sala Sporturilor „Lascăr Pană”, Baia Mare Arbitri: Ghiță, Topliceanu |
| 19 martie 2023 18:00 | Cazanga 8           | (12–9)  | Beșleagă, Ilie, Vizuete 4 | Sala Sporturilor „Lascăr Pană”, Baia Mare Arbitri: Ghiță, Topliceanu |
| 19 martie 2023 18:00 | 4× 1×               | Cronica | 5× 2×                     | Sala Sporturilor „Lascăr Pană”, Baia Mare Arbitri: Ghiță, Topliceanu |

| 22 martie 2023 PRO•ARENA17:30 | SCM Râmnicu Vâlcea | 27 – 28 | SCM Gloria Buzău | Sala Sporturilor „Traian”, Râmnicu Vâlcea Arbitri: Stark, Ștefan |
| 22 martie 2023 PRO•ARENA17:30 | Kovačević 6        | (11–14) | Burlacenko 8     | Sala Sporturilor „Traian”, Râmnicu Vâlcea Arbitri: Stark, Ștefan |
| 22 martie 2023 PRO•ARENA17:30 | 2×                 | Cronica | 2× 1×            | Sala Sporturilor „Traian”, Râmnicu Vâlcea Arbitri: Stark, Ștefan |

### Etapa a XX-a
| 24 martie 2023 PRO•ARENA17:00 | CSM București | 32 – 24 | CS Minaur Baia Mare | Sala Apollo, București Asistență: 550 Arbitri: Gheșoiu, Tiță |
| 24 martie 2023 PRO•ARENA17:00 | Sudakova 6    | (19–13) | Popescu, Ujkić 5    | Sala Apollo, București Asistență: 550 Arbitri: Gheșoiu, Tiță |
| 24 martie 2023 PRO•ARENA17:00 | 4× 1×         | Cronica |                     | Sala Apollo, București Asistență: 550 Arbitri: Gheșoiu, Tiță |

| 30 martie 2023 17:00 | CSM Slatina | 25 – 24 | CS Măgura Cisnădie | Sala LPS, Slatina Arbitri: Agliceriu, Turdean |
| 30 martie 2023 17:00 | Olaru 5     | (11–14) | İskit 5            | Sala LPS, Slatina Arbitri: Agliceriu, Turdean |
| 30 martie 2023 17:00 | 6× 2×       | Cronica | 6× 3×              | Sala LPS, Slatina Arbitri: Agliceriu, Turdean |

| 30 martie 2023 PRO•ARENA17:30 | HC Dunărea Brăila    | 29 – 30 | CS Gloria 2018 Bistrița | Sala Sporturilor „Dunărea”, Galați Asistență: 1000 Arbitri: Stark, Ștefan |
| 30 martie 2023 PRO•ARENA17:30 | Liščević, Quintino 6 | (15–14) | Laslo 6                 | Sala Sporturilor „Dunărea”, Galați Asistență: 1000 Arbitri: Stark, Ștefan |
| 30 martie 2023 PRO•ARENA17:30 | 2× 1×                | Cronica | 2× 2×                   | Sala Sporturilor „Dunărea”, Galați Asistență: 1000 Arbitri: Stark, Ștefan |

| 30 martie 2023 18:00 | SCM Gloria Buzău   | 40 – 36 | SCM Craiova     | Sala Sporturilor „Romeo Iamandi”, Buzău Arbitri: Belean, Hendrea |
| 30 martie 2023 18:00 | Blažević, Ilina 10 | (22–16) | Krpež Šlezak 10 | Sala Sporturilor „Romeo Iamandi”, Buzău Arbitri: Belean, Hendrea |
| 30 martie 2023 18:00 | 4× 1×              | Cronica | 3× 4×           | Sala Sporturilor „Romeo Iamandi”, Buzău Arbitri: Belean, Hendrea |

| 30 martie 2023 18:00 | CSM Târgu Jiu | 22 – 22 | HC Zalău | Sala Sporturilor, Târgu Jiu Asistență: 1000 Arbitri: Gorina, Melencu |
| 30 martie 2023 18:00 | Pavlović 5    | (10–12) | Tóth 6   | Sala Sporturilor, Târgu Jiu Asistență: 1000 Arbitri: Gorina, Melencu |
| 30 martie 2023 18:00 | 5× 1×         | Cronica | 6×       | Sala Sporturilor, Târgu Jiu Asistență: 1000 Arbitri: Gorina, Melencu |

| 30 martie 2023 PRO•ARENA19:15 | CS Rapid București | 36 – 33 | SCM Râmnicu Vâlcea | Sala Polivalentă „Rapid”, București Asistență: 1000 Arbitri: Mârza, Nedelea |
| 30 martie 2023 PRO•ARENA19:15 | Kanor 7            | (17–17) | Kovačević 8        | Sala Polivalentă „Rapid”, București Asistență: 1000 Arbitri: Mârza, Nedelea |
| 30 martie 2023 PRO•ARENA19:15 | 4× 2×              | Cronica | 7× 2×              | Sala Polivalentă „Rapid”, București Asistență: 1000 Arbitri: Mârza, Nedelea |

| 2 aprilie 2023 17:00 | CS Dacia Mioveni 2012   | 30 – 27 | CSM Galați  | Sala Sporturilor, Mioveni Arbitri: Constantin, Gál |
| 2 aprilie 2023 17:00 | Constantinescu, Lazăr 8 | (16–15) | Manolachi 7 | Sala Sporturilor, Mioveni Arbitri: Constantin, Gál |
| 2 aprilie 2023 17:00 | 8× 2× 1×                | Cronica | 10× 2× 1×   | Sala Sporturilor, Mioveni Arbitri: Constantin, Gál |

### Etapa a XXI-a
| 29 martie 2023 18:00 | CSM Galați | 26 – 32 | CSM București | Sala Sporturilor „Dunărea”, Galați Arbitri: Dumitru, Ionescu |
| 29 martie 2023 18:00 | Andrița 10 | (13–17) | Arntzen 9     | Sala Sporturilor „Dunărea”, Galați Arbitri: Dumitru, Ionescu |
| 29 martie 2023 18:00 | 6× 3×      | Cronica | 8× 3×         | Sala Sporturilor „Dunărea”, Galați Arbitri: Dumitru, Ionescu |

| 19 aprilie 2023 17:30 | SCM Râmnicu Vâlcea | 30 – 27 | CSM Târgu Jiu    | Sala Sporturilor „Traian”, Râmnicu Vâlcea Arbitri: Manafu, Pavel |
| 19 aprilie 2023 17:30 | Kovačević 11       | (13–12) | Klimek, Pușcaș 6 | Sala Sporturilor „Traian”, Râmnicu Vâlcea Arbitri: Manafu, Pavel |
| 19 aprilie 2023 17:30 | 3× 2×              | Cronica | 1× 1×            | Sala Sporturilor „Traian”, Râmnicu Vâlcea Arbitri: Manafu, Pavel |

| 19 aprilie 2023 18:00 | SCM Craiova    | 21 – 25 | CS Rapid București | Sala Polivalentă, Craiova Arbitri: Gheșoiu, Tiță |
| 19 aprilie 2023 18:00 | Krpež Šlezak 6 | (12–12) | Grozav 7           | Sala Polivalentă, Craiova Arbitri: Gheșoiu, Tiță |
| 19 aprilie 2023 18:00 | 5× 2×          | Cronica | 6× 2×              | Sala Polivalentă, Craiova Arbitri: Gheșoiu, Tiță |

| 19 aprilie 2023 YouTube Dunărea18:00 | HC Dunărea Brăila | 37 – 21 | CSM Slatina          | Sala Polivalentă „Danubius”, Brăila Asistență: 1500 Arbitri: Bălan, Savin |
| 19 aprilie 2023 YouTube Dunărea18:00 | Kanaval 8         | (19–13) | Bogdanovici, Coman 5 | Sala Polivalentă „Danubius”, Brăila Asistență: 1500 Arbitri: Bălan, Savin |
| 19 aprilie 2023 YouTube Dunărea18:00 | 2× 1×             | Cronica | 2× 1×                | Sala Polivalentă „Danubius”, Brăila Asistență: 1500 Arbitri: Bălan, Savin |

| 20 aprilie 2023 17:30 | HC Zalău | 25 – 20 | CS Măgura Cisnădie | Sala Sporturilor „Gheorghe Tadici”, Zalău Arbitri: Gurbina, Stanciu |
| 20 aprilie 2023 17:30 | Lazić 9  | (13–12) | Gareaeva 7         | Sala Sporturilor „Gheorghe Tadici”, Zalău Arbitri: Gurbina, Stanciu |
| 20 aprilie 2023 17:30 | 4× 3×    | Cronica | 5× 3×              | Sala Sporturilor „Gheorghe Tadici”, Zalău Arbitri: Gurbina, Stanciu |

| 20 aprilie 2023 YouTube Minaur18:00 | CS Minaur Baia Mare | 24 – 25 | SCM Gloria Buzău | Sala Sporturilor „Lascăr Pană”, Baia Mare Asistență: 1000 Arbitri: Constantin, Gál |
| 20 aprilie 2023 YouTube Minaur18:00 | Tănasie 7           | (12–13) | Iuganu 7         | Sala Sporturilor „Lascăr Pană”, Baia Mare Asistență: 1000 Arbitri: Constantin, Gál |
| 20 aprilie 2023 YouTube Minaur18:00 | 5× 2×               | Cronica | 7× 1×            | Sala Sporturilor „Lascăr Pană”, Baia Mare Asistență: 1000 Arbitri: Constantin, Gál |

| 23 aprilie 2023 16:00 | CS Gloria 2018 Bistrița | 24 – 19 | CS Dacia Mioveni 2012 | TeraPlast Arena, Bistrița Arbitri: Murariu, Paraschiv |
| 23 aprilie 2023 16:00 | Laslo 7                 | (12–11) | Lazăr, Nicolae 5      | TeraPlast Arena, Bistrița Arbitri: Murariu, Paraschiv |
| 23 aprilie 2023 16:00 | 7× 1×                   | Cronica | 3× 1×                 | TeraPlast Arena, Bistrița Arbitri: Murariu, Paraschiv |

### Etapa a XXII-a
| 19 aprilie 2023 PRO•ARENA17:30 | CSM București | 35 – 29 | CS Gloria 2018 Bistrița | Sala Polivalentă, București Asistență: 2550 Arbitri: Lovin, Stancu |
| 19 aprilie 2023 PRO•ARENA17:30 | C. Neagu 12   | (19–17) | Bazaliu, Laslo, Zulić 6 | Sala Polivalentă, București Asistență: 2550 Arbitri: Lovin, Stancu |
| 19 aprilie 2023 PRO•ARENA17:30 | 5× 1× 1×      | Cronica | 5×                      | Sala Polivalentă, București Asistență: 2550 Arbitri: Lovin, Stancu |

| 23 aprilie 2023 18:00 | SCM Gloria Buzău | 35 – 25 | CSM Galați | Sala Sporturilor „Romeo Iamandi”, Buzău Asistență: 400 Arbitri: Constantin, Enache |
| 23 aprilie 2023 18:00 | Prkačin 10       | (15–16) | Andrița 9  | Sala Sporturilor „Romeo Iamandi”, Buzău Asistență: 400 Arbitri: Constantin, Enache |
| 23 aprilie 2023 18:00 | 4× 1×            | Cronica | 3× 2×      | Sala Sporturilor „Romeo Iamandi”, Buzău Asistență: 400 Arbitri: Constantin, Enache |

| 23 aprilie 2023 18:00 | CSM Târgu Jiu | 22 – 27 | SCM Craiova          | Sala Sporturilor, Târgu Jiu Asistență: 200 Arbitri: Iliescu, Manea |
| 23 aprilie 2023 18:00 | Pușcaș 4      | (11–15) | João, Krpež Šlezak 6 | Sala Sporturilor, Târgu Jiu Asistență: 200 Arbitri: Iliescu, Manea |
| 23 aprilie 2023 18:00 | 2× 2×         | Cronica | 1× 1×                | Sala Sporturilor, Târgu Jiu Asistență: 200 Arbitri: Iliescu, Manea |

| 23 aprilie 2023 18:00 | CS Măgura Cisnădie | 33 – 33 | SCM Râmnicu Vâlcea | Sala Polivalentă „Măgura”, Cisnădie Arbitri: Cazan, Suliman |
| 23 aprilie 2023 18:00 | Gareaeva 9         | (11–18) | Glibko 11          | Sala Polivalentă „Măgura”, Cisnădie Arbitri: Cazan, Suliman |
| 23 aprilie 2023 18:00 | 5× 3× 1×           | Cronica | 5× 2×              | Sala Polivalentă „Măgura”, Cisnădie Arbitri: Cazan, Suliman |

| 24 aprilie 2023 PRO•ARENA17:30 | CSM Slatina          | 26 – 23 | HC Zalău | Sala LPS, Slatina Arbitri: Șerbu, Vasilescu |
| 24 aprilie 2023 PRO•ARENA17:30 | Lixăndroiu, Necula 6 | (15–12) | Mihart 7 | Sala LPS, Slatina Arbitri: Șerbu, Vasilescu |
| 24 aprilie 2023 PRO•ARENA17:30 | 5× 2×                | Cronica | 7× 1×    | Sala LPS, Slatina Arbitri: Șerbu, Vasilescu |

| 26 aprilie 2023 Facebook Dacia Mioveni17:00 | CS Dacia Mioveni 2012   | 20 – 24 | HC Dunărea Brăila | Sala Sporturilor, Mioveni Arbitri: Iliescu, Manea |
| 26 aprilie 2023 Facebook Dacia Mioveni17:00 | Constantinescu, Lazăr 6 | (14–12) | González 7        | Sala Sporturilor, Mioveni Arbitri: Iliescu, Manea |
| 26 aprilie 2023 Facebook Dacia Mioveni17:00 | 1× 2×                   | Cronica | 4× 3×             | Sala Sporturilor, Mioveni Arbitri: Iliescu, Manea |

| 26 aprilie 2023 YouTube Rapid18:30 | CS Rapid București | 40 – 29 | CS Minaur Baia Mare | Sala Polivalentă „Rapid”, București Asistență: 400 Arbitri: Pârvu, Potîrniche |
| 26 aprilie 2023 YouTube Rapid18:30 | Badea 7            | (19–14) | Cazanga 6           | Sala Polivalentă „Rapid”, București Asistență: 400 Arbitri: Pârvu, Potîrniche |
| 26 aprilie 2023 YouTube Rapid18:30 | 6× 1×              | Cronica | 2× 1×               | Sala Polivalentă „Rapid”, București Asistență: 400 Arbitri: Pârvu, Potîrniche |

### Etapa a XXIII-a
| 23 aprilie 2023 PRO•ARENA16:45 | HC Dunărea Brăila | 24 – 291) | CSM București                | Sala Polivalentă „Danubius”, Brăila Asistență: 2000 Arbitri: Badiu, Barbu |
| 23 aprilie 2023 PRO•ARENA16:45 | Lavko, Liščević 5 | (10–15)   | Dembélé Pavlović, Omoregie 7 | Sala Polivalentă „Danubius”, Brăila Asistență: 2000 Arbitri: Badiu, Barbu |
| 23 aprilie 2023 PRO•ARENA16:45 | 1× 2×             | Cronica   | 6× 2× 1×                     | Sala Polivalentă „Danubius”, Brăila Asistență: 2000 Arbitri: Badiu, Barbu |

| 29 aprilie 2023 PRO•ARENA15:45 | SCM Râmnicu Vâlcea | 25 – 20 | HC Zalău  | Sala Sporturilor „Traian”, Râmnicu Vâlcea Arbitri: Lovin, Stancu |
| 29 aprilie 2023 PRO•ARENA15:45 | Fujita, Glibko 6   | (15–10) | Berbece 5 | Sala Sporturilor „Traian”, Râmnicu Vâlcea Arbitri: Lovin, Stancu |
| 29 aprilie 2023 PRO•ARENA15:45 | 6×                 | Cronica | 7× 2×     | Sala Sporturilor „Traian”, Râmnicu Vâlcea Arbitri: Lovin, Stancu |

| 29 aprilie 2023 PRO•ARENA17:30 | CS Gloria 2018 Bistrița | 34 – 29 | SCM Gloria Buzău | TeraPlast Arena, Bistrița Arbitri: Badiu, Barbu |
| 29 aprilie 2023 PRO•ARENA17:30 | Chintoan 7              | (16–14) | Zamfirescu 8     | TeraPlast Arena, Bistrița Arbitri: Badiu, Barbu |
| 29 aprilie 2023 PRO•ARENA17:30 | 7× 2×                   | Cronica | 5× 3×            | TeraPlast Arena, Bistrița Arbitri: Badiu, Barbu |

| 30 aprilie 2023 11:00 | CS Minaur Baia Mare | 28 – 28 | CSM Târgu Jiu | Sala Sporturilor „Lascăr Pană”, Baia Mare Asistență: 500 Arbitri: Babău, Roibu |
| 30 aprilie 2023 11:00 | Popa, Tănasie 6     | (13–14) | Pușcaș 9      | Sala Sporturilor „Lascăr Pană”, Baia Mare Asistență: 500 Arbitri: Babău, Roibu |
| 30 aprilie 2023 11:00 | × 1×                | Cronica | 6× 1×         | Sala Sporturilor „Lascăr Pană”, Baia Mare Asistență: 500 Arbitri: Babău, Roibu |

| 30 aprilie 2023 19:00 | SCM Craiova | 28 – 29 | CS Măgura Cisnădie | Sala Polivalentă, Craiova Asistență: 1000 Arbitri: Drăgănescu, Rădulescu |
| 30 aprilie 2023 19:00 | Bak, João 7 | (15–13) | M. Neagu 10        | Sala Polivalentă, Craiova Asistență: 1000 Arbitri: Drăgănescu, Rădulescu |
| 30 aprilie 2023 19:00 | 2× 2×       | Cronica | 4× 3×              | Sala Polivalentă, Craiova Asistență: 1000 Arbitri: Drăgănescu, Rădulescu |

| 1 mai 2023 PRO•ARENA17:30 | CS Dacia Mioveni 2012 | 22 – 20 | CSM Slatina | Sala Sporturilor, Mioveni Arbitri: Stark, Ștefan |
| 1 mai 2023 PRO•ARENA17:30 | Constantinescu 7      | (9–11)  | Coman 6     | Sala Sporturilor, Mioveni Arbitri: Stark, Ștefan |
| 1 mai 2023 PRO•ARENA17:30 | 4× 1×                 | Cronica | 3× 1×       | Sala Sporturilor, Mioveni Arbitri: Stark, Ștefan |

| 3 mai 2023 18:00 | CSM Galați | 17 – 34 | CS Rapid București | Sala Sporturilor „Dunărea”, Galați Asistență: 250 Arbitri: Nicolaevici, Bărgăuan |
| 3 mai 2023 18:00 | Prescură 9 | (8–18)  | Kanor 6            | Sala Sporturilor „Dunărea”, Galați Asistență: 250 Arbitri: Nicolaevici, Bărgăuan |
| 3 mai 2023 18:00 | 1×         | Cronica | 2×                 | Sala Sporturilor „Dunărea”, Galați Asistență: 250 Arbitri: Nicolaevici, Bărgăuan |

1) În urma victoriei din această etapă, CSM București a câștigat matematic titlul național, nemaiputând fi ajunsă de nici o altă echipă.

### Etapa a XXIV-a
| 7 mai 2023 11:00 | HC Zalău | 34 – 29 | SCM Craiova    | Sala Sporturilor „Gheorghe Tadici”, Zalău Asistență: 800 Arbitri: Mârza, Nedelea |
| 7 mai 2023 11:00 | Bujor 8  | (14–13) | Krpež Šlezak 9 | Sala Sporturilor „Gheorghe Tadici”, Zalău Asistență: 800 Arbitri: Mârza, Nedelea |
| 7 mai 2023 11:00 | 6× 2×    | Cronica | 5× 2×          | Sala Sporturilor „Gheorghe Tadici”, Zalău Asistență: 800 Arbitri: Mârza, Nedelea |

| 7 mai 2023 12:00 | CSM Târgu Jiu | 28 – 26 | CSM Galați | Sala Sporturilor, Târgu Jiu Arbitri: Ciutacu, Stamatoiu |
| 7 mai 2023 12:00 | Gavrilă 9     | (12–13) | Andrița 11 | Sala Sporturilor, Târgu Jiu Arbitri: Ciutacu, Stamatoiu |
| 7 mai 2023 12:00 | 5× 3×         | Cronica | 8× 3×      | Sala Sporturilor, Târgu Jiu Arbitri: Ciutacu, Stamatoiu |

| 7 mai 2023 PRO•ARENA17:30 | SCM Gloria Buzău | 19 – 21 | HC Dunărea Brăila | Sala Sporturilor „Romeo Iamandi”, Buzău Asistență: 800 Arbitri: Stark, Ștefan |
| 7 mai 2023 PRO•ARENA17:30 | Blažević 5       | (8–13)  | Liščević 9        | Sala Sporturilor „Romeo Iamandi”, Buzău Asistență: 800 Arbitri: Stark, Ștefan |
| 7 mai 2023 PRO•ARENA17:30 | 4× 1×            | Cronica | 3× 2×             | Sala Sporturilor „Romeo Iamandi”, Buzău Asistență: 800 Arbitri: Stark, Ștefan |

| 7 mai 2023 18:00 | CS Măgura Cisnădie | 26 – 24 | CS Minaur Baia Mare | Sala Polivalentă „Măgura”, Cisnădie Asistență: 400 Arbitri: Basso, Tofan |
| 7 mai 2023 18:00 | İskit 11           | (16–9)  | Popa, Tudor 5       | Sala Polivalentă „Măgura”, Cisnădie Asistență: 400 Arbitri: Basso, Tofan |
| 7 mai 2023 18:00 | 4× 1×              | Cronica | 5× 2×               | Sala Polivalentă „Măgura”, Cisnădie Asistență: 400 Arbitri: Basso, Tofan |

| 7 mai 2023 18:00 | CSM Slatina     | 20 – 28 | SCM Râmnicu Vâlcea | Sala LPS, Slatina Arbitri: Gheșoiu, Tiță |
| 7 mai 2023 18:00 | Coman, Necula 4 | (10–15) | Glibko 10          | Sala LPS, Slatina Arbitri: Gheșoiu, Tiță |
| 7 mai 2023 18:00 | 4× 1×           | Cronica | 6× 2×              | Sala LPS, Slatina Arbitri: Gheșoiu, Tiță |

| 10 mai 2023 PRO•ARENA17:30 | CS Rapid București       | 39 – 32 | CS Gloria 2018 Bistrița | Sala Polivalentă „Rapid”, București Arbitri: Georgescu, Moldoveanu |
| 10 mai 2023 PRO•ARENA17:30 | Badea, Grozav, Kassoma 7 | (20–18) | Laslo 8                 | Sala Polivalentă „Rapid”, București Arbitri: Georgescu, Moldoveanu |
| 10 mai 2023 PRO•ARENA17:30 | 6× 3× 1×                 | Cronica | 5× 1×                   | Sala Polivalentă „Rapid”, București Arbitri: Georgescu, Moldoveanu |

| 12 mai 2023 PRO•ARENA17:30 | CSM București     | 32 – 25 | CS Dacia Mioveni 2012 | Sala Polivalentă, București Asistență: 250 Arbitri: Drăguț, Drăghici |
| 12 mai 2023 PRO•ARENA17:30 | Arntzen, Pintea 7 | (16–11) | Constantinescu 6      | Sala Polivalentă, București Asistență: 250 Arbitri: Drăguț, Drăghici |
| 12 mai 2023 PRO•ARENA17:30 | 6× 2×             | Cronica | 5× 1×                 | Sala Polivalentă, București Asistență: 250 Arbitri: Drăguț, Drăghici |

### Etapa a XXV-a
| 12 mai 2023 17:00 | SCM Craiova     | 30 – 28 | SCM Râmnicu Vâlcea | Sala Polivalentă, Craiova Arbitri: Constantin, Gál |
| 12 mai 2023 17:00 | Krpež Šlezak 12 | (14–12) | Glibko 13          | Sala Polivalentă, Craiova Arbitri: Constantin, Gál |
| 12 mai 2023 17:00 | 6× 2×           | Cronica | 4× 1×              | Sala Polivalentă, Craiova Arbitri: Constantin, Gál |

| 14 mai 2023 17:00 | CS Gloria 2018 Bistrița | 42 – 21 | CSM Târgu Jiu | TeraPlast Arena, Bistrița Arbitri: Manafu, Pavel |
| 14 mai 2023 17:00 | Bazaliu 10              | (22–12) | Klimek 4      | TeraPlast Arena, Bistrița Arbitri: Manafu, Pavel |
| 14 mai 2023 17:00 | 1× 1×                   | Cronica | 2× 1× 1×      | TeraPlast Arena, Bistrița Arbitri: Manafu, Pavel |

| 14 mai 2023 18:00 | CSM Galați | 27 – 40 | CS Măgura Cisnădie | Sala Sporturilor „Dunărea”, Galați Arbitri: Murariu, Tăbăcaru |
| 14 mai 2023 18:00 | Andrița 11 | (18–22) | Gareaeva, İskit 9  | Sala Sporturilor „Dunărea”, Galați Arbitri: Murariu, Tăbăcaru |
| 14 mai 2023 18:00 | 5× 3× 1×   | Cronica | 2× 2×              | Sala Sporturilor „Dunărea”, Galați Arbitri: Murariu, Tăbăcaru |

| 15 mai 2023 PRO•ARENA17:30 | HC Dunărea Brăila | 29 – 35 | CS Rapid București | Sala Polivalentă „Danubius”, Brăila Asistență: 1500 Arbitri: Ghiță, Topliceanu |
| 15 mai 2023 PRO•ARENA17:30 | González 7        | (18–17) | Grozav 8           | Sala Polivalentă „Danubius”, Brăila Asistență: 1500 Arbitri: Ghiță, Topliceanu |
| 15 mai 2023 PRO•ARENA17:30 | 4× 2×             | Cronica | 5× 1×              | Sala Polivalentă „Danubius”, Brăila Asistență: 1500 Arbitri: Ghiță, Topliceanu |

| 16 mai 2023 17:30 | CS Minaur Baia Mare | 27 – 351) | HC Zalău | Sala Sporturilor „Lascăr Pană”, Baia Mare Asistență: 600 Arbitri: Popa, Velișca |
| 16 mai 2023 17:30 | Tănasie 9           | (16–20)   | Stamin 8 | Sala Sporturilor „Lascăr Pană”, Baia Mare Asistență: 600 Arbitri: Popa, Velișca |
| 16 mai 2023 17:30 | 4× 2×               | Cronica   | 7× 3×    | Sala Sporturilor „Lascăr Pană”, Baia Mare Asistență: 600 Arbitri: Popa, Velișca |

| 16 mai 2023 17:30 | CS Dacia Mioveni 2012 | 23 – 28 | SCM Gloria Buzău | Sala Sporturilor, Mioveni Arbitri: Cazan, Suliman |
| 16 mai 2023 17:30 | Vizuete 5             | (12–12) | Ilina 7          | Sala Sporturilor, Mioveni Arbitri: Cazan, Suliman |
| 16 mai 2023 17:30 | 2× 1×                 | Cronica | 6× 2×            | Sala Sporturilor, Mioveni Arbitri: Cazan, Suliman |

| 16 mai 2023 PRO•ARENA17:30 | CSM București | 31 – 211) | CSM Slatina | Sala Polivalentă, București Asistență: 500 Arbitri: Mârza, Nedelea |
| 16 mai 2023 PRO•ARENA17:30 | Stoica 5      | (17–10)   | Coman 7     | Sala Polivalentă, București Asistență: 500 Arbitri: Mârza, Nedelea |
| 16 mai 2023 PRO•ARENA17:30 | 2× 1×         | Cronica   | 3×          | Sala Polivalentă, București Asistență: 500 Arbitri: Mârza, Nedelea |

1) În urma victoriei din această etapă a HC Zalău și a înfrângerii suferite de CSM Slatina, aceasta din urmă a retrogradat, iar HC Zalău și CS Dacia Mioveni 2012 au devenit obligate să participe la barajul de promovare.

### Etapa a XXVI-a
| 26 mai 2023 PRO•ARENA17:30 | SCM Gloria Buzău | 24 – 28 | CSM București | Sala Sporturilor „Romeo Iamandi”, Buzău Asistență: 1500 Arbitri: Constantin, Gál |
| 26 mai 2023 PRO•ARENA17:30 | Ilina 9          | (10–12) | Omoregie 8    | Sala Sporturilor „Romeo Iamandi”, Buzău Asistență: 1500 Arbitri: Constantin, Gál |
| 26 mai 2023 PRO•ARENA17:30 | 1×               | Cronica | 5× 1×         | Sala Sporturilor „Romeo Iamandi”, Buzău Asistență: 1500 Arbitri: Constantin, Gál |

| 26 mai 2023 17:30 | CSM Târgu Jiu | 22 – 26 | HC Dunărea Brăila | Sala Sporturilor, Târgu Jiu Asistență: 1000 Arbitri: Costache, Vasile |
| 26 mai 2023 17:30 | Klimek 7      | (9–15)  | Lavko, Da Rocha 5 | Sala Sporturilor, Târgu Jiu Asistență: 1000 Arbitri: Costache, Vasile |
| 26 mai 2023 17:30 | 3× 2×         | Cronica | 3× 2×             | Sala Sporturilor, Târgu Jiu Asistență: 1000 Arbitri: Costache, Vasile |

| 26 mai 2023 17:30 | SCM Râmnicu Vâlcea | 31 – 31 | CS Minaur Baia Mare | Sala Sporturilor „Traian”, Râmnicu Vâlcea Arbitri: Manafu, Pavel |
| 26 mai 2023 17:30 | Glibko 7           | (20–15) | Cazanga 10          | Sala Sporturilor „Traian”, Râmnicu Vâlcea Arbitri: Manafu, Pavel |
| 26 mai 2023 17:30 | 4× 2×              | Cronica | 3×                  | Sala Sporturilor „Traian”, Râmnicu Vâlcea Arbitri: Manafu, Pavel |

| 27 mai 2023 PRO•ARENA17:00 | CS Rapid București | 31 – 22 | CS Dacia Mioveni 2012 | Sala Polivalentă „Rapid”, București Asistență: 990 Arbitri: Savin, Bălan |
| 27 mai 2023 PRO•ARENA17:00 | Kanor 8            | (16–13) | Constantinescu 5      | Sala Polivalentă „Rapid”, București Asistență: 990 Arbitri: Savin, Bălan |
| 27 mai 2023 PRO•ARENA17:00 | 3× 2×              | Cronica | 5× 1×                 | Sala Polivalentă „Rapid”, București Asistență: 990 Arbitri: Savin, Bălan |

| 27 mai 2023 17:00 | HC Zalău | 27 – 23 | CSM Galați | Sala Sporturilor „Gheorghe Tadici”, Zalău Asistență: 500 Arbitri: Agliceriu, Turdean |
| 27 mai 2023 17:00 | Lazić 9  | (11–10) | Eiler 10   | Sala Sporturilor „Gheorghe Tadici”, Zalău Asistență: 500 Arbitri: Agliceriu, Turdean |
| 27 mai 2023 17:00 | 3× 3×    | Cronica | 3× 1×      | Sala Sporturilor „Gheorghe Tadici”, Zalău Asistență: 500 Arbitri: Agliceriu, Turdean |

| 28 mai 2023 11:00 | CSM Slatina  | 27 – 32 | SCM Craiova     | Sala LPS, Slatina Arbitri: Ciobea, Nacu |
| 28 mai 2023 11:00 | Lixăndroiu 7 | (13–15) | Krpež Šlezak 14 | Sala LPS, Slatina Arbitri: Ciobea, Nacu |
| 28 mai 2023 11:00 | 5× 3×        | Cronica | 8× 2×           | Sala LPS, Slatina Arbitri: Ciobea, Nacu |

| 28 mai 2023 PRO•ARENA15:45 | CS Măgura Cisnădie | 25 – 28 | CS Gloria 2018 Bistrița | Sala Polivalentă „Măgura”, Cisnădie Asistență: 600 Arbitri: Ciutacu, Stamatoiu |
| 28 mai 2023 PRO•ARENA15:45 | Gareaeva 6         | (12–13) | Bazaliu 7               | Sala Polivalentă „Măgura”, Cisnădie Asistență: 600 Arbitri: Ciutacu, Stamatoiu |
| 28 mai 2023 PRO•ARENA15:45 | 1× 3×              | Cronica | 8× 1×                   | Sala Polivalentă „Măgura”, Cisnădie Asistență: 600 Arbitri: Ciutacu, Stamatoiu |

## Promovare și retrogradare
La ediția 2022-2023 a Ligii Naționale au participat 14 echipe. Conform regulamentului publicat de FRH, echipele clasate pe ultimele două locuri (13 și 14) după ultima etapă a competiției au retrogradat direct în Divizia A. Echipele care au terminat pe locurile 11 și 12 după ultima etapă a competiției au disputat un turneu de baraj împreună cu formațiile clasate pe locurile 3 și 4 la turneul final al Diviziei A. Conform regulamentului, CS Dacia Mioveni 2012 și HC Zalău, echipele clasate pe primele două locuri la finalul turneului de baraj, au rămas în Liga Națională.
Echipele care au retrogradat direct au fost următoarele:
- CSM Galați, retrogradată matematic în urma înfrângerii de pe 23 aprilie 2023, din etapa a XXII-a, punctele acumulate până în acel moment nemaifiindu-i suficiente pentru a rămâne în Liga Națională indiferent de rezultatele din partidele rămase de jucat;[34]
- CSM Slatina, retrogradată matematic în urma înfrângerii de pe 16 mai 2023, din etapa a XXV-a;[31]

CSM Corona Brașov și CS Universitar Știința București, echipele clasate pe locurile 1 și 2 la turneul final al Diviziei A, au promovat direct în Liga Națională.

### Barajul pentru promovare/menținere în Liga Națională
Regulamentul de desfășurare a ediției 2022-2023 a ligii naționale a stabilit ca turneul de baraj să se desfășoare pe 2-4 iunie 2023. Pe 15 mai a fost reconfirmată această dată și a fost publicată o invitație de participare pentru cluburile interesate de organizarea turneului de baraj. Pe 18 mai s-a anunțat că turneul se va desfășura la Mioveni.
|  | Echipe rămase în Liga Națională |
|  | Echipe rămase în Divizia A      |

Actualizat pe 4 iunie 2023;
| Loc | Echipa                    | J | V | E | Î | GM | GP | G    | P | Poziție                    |
| --- | ------------------------- | - | - | - | - | -- | -- | ---- | - | -------------------------- |
| 1   | CS Dacia Mioveni 2012     | 3 | 3 | 0 | 0 | 79 | 58 | + 21 | 9 | Locul 12 în Liga Națională |
| 2   | HC Zalău                  | 3 | 2 | 0 | 1 | 82 | 72 | + 10 | 6 | Locul 11 în Liga Națională |
| 3   | CSM Deva                  | 3 | 1 | 0 | 2 | 68 | 77 | – 9  | 3 | Locul 3 în Divizia A       |
| 4   | CS Activ Prahova Ploiești | 3 | 0 | 0 | 3 | 66 | 88 | – 22 | 0 | Locul 4 în Divizia A       |

Astfel, la sfârșitul sezonului 2022-2023
- CS Dacia Mioveni 2012 și HC Zalău au rămas în Liga Națională;
- CSM Corona Brașov și CS Universitar Știința București au promovat în Liga Națională;

## Pedepse disciplinare
1) Pe 11 ianuarie 2023, Comisia de Disciplină a FRH l-a amendat pe antrenorul Gheorghe Tadici „cu  penalitate pecuniară, în cuantum de 2000 (două mii) lei, [...] pentru jigniri și insulte aduse propriilor jucătoare” în timpul unui time-out al meciului dintre HC Zalău și SCM Râmnicu Vâlcea, disputat în data de 22 decembrie 2022, în cadrul etapei a X-a.

## Clasamentul marcatoarelor
Actualizat pe 28 mai 2023;
| Poz.                        | Nume                         | Echipă                  | Goluri |
| --------------------------- | ---------------------------- | ----------------------- | ------ |
| Trofeul Simona Arghir Sandu | Katarina Krpež Šlezak (SRB)  | SCM Craiova             | 252    |
| 2                           | Irina Glibko (UKR)           | SCM Râmnicu Vâlcea      | 190    |
| 3                           | Claudia Constantinescu (ROU) | CS Dacia Mioveni 2012   | 155    |
| 4                           | Cristina Neagu (ROU)         | CSM București           | 141    |
| 5                           | Cristina Andrița (ROU)       | CSM Galați              | 137    |
| 6                           | Bianca Bazaliu (ROU)         | CS Gloria 2018 Bistrița | 135    |
| 7                           | Aslı İskit (TUR)             | CS Măgura Cisnădie      | 133    |
| 8                           | Ana Maria Tănasie (ROU)      | CS Minaur Baia Mare     | 128    |
| 9                           | Iulia Gareaeva (RUS)         | CS Măgura Cisnădie      | 124    |
| 10                          | Kristina Liščević (SRB)      | HC Dunărea Brăila       | 123    |
| 11                          | Marilena Neagu (ROU)         | CS Măgura Cisnădie      | 121    |
| 12                          | Diana Ilina (BLR)            | SCM Gloria Buzău        | 119    |
| 13                          | Sorina Grozav (ROU)          | CS Rapid București      | 117    |
| 14                          | Ana Maria Iuganu (ROU)       | SCM Gloria Buzău        | 114    |
| 15                          | Magda Cazanga (ANG)          | CS Minaur Baia Mare     | 113    |
| 16                          | Andreea Mihart (ROU)         | HC Zalău                | 112    |
| 17                          | Asma Elghaoui (HUN)          | SCM Râmnicu Vâlcea      | 111    |
| 18                          | Asuka Fujita (JPN)           | SCM Râmnicu Vâlcea      | 110    |
| 19                          | Emilie Hegh Arntzen (NOR)    | CSM București           | 108    |
| 20                          | Diana Lixăndroiu (ROU)       | CSM Slatina             | 104    |

## Premii
Pe 28 mai 2023, Sorina Grozav a primit din partea Federației Române de Handbal trofeul pentru cea mai bună jucătoare din Liga Națională.
|  |  |